# Англійський сад (Мюнхен)
Англійський сад (також Англійський парк) у Мюнхені — один із найбільших міських парків у світі, його загальна площа — 4,17 км², а протяжність — приблизно 5,5 км від центра міста до його північної околиці. Створений у 1792 році садовим архітектором Фрідріхом Людвігом Шкелем й отримав свою назву на честь застосованого при його проектуванні архітектурного стилю англійського ландшафтного парку, який, в протилежність помпезному й симетричному французькому парку, прагне максимальної природності композиції, надаючи перевагу пейзажному стилю перед регулярним. Парк є одним із перших народних парків (тобто доступних для всіх бажаючих) у сучасній Європі.
За площею Англійський сад у Мюнхені більший, ніж знаменитий нью-йоркський Центральний парк або лондонський Гайд-парк. Він є улюбленим місцем відпочинку як мюнхенців, так і багатьох туристів. Розмір парку, його визначні місця (Китайська вежа, Моноптер), пивні сади, атмосфера відпочинку, а також галявини, на яких дозволено засмагати нудистам, зробили Англійський парк відомим у всьому світі.

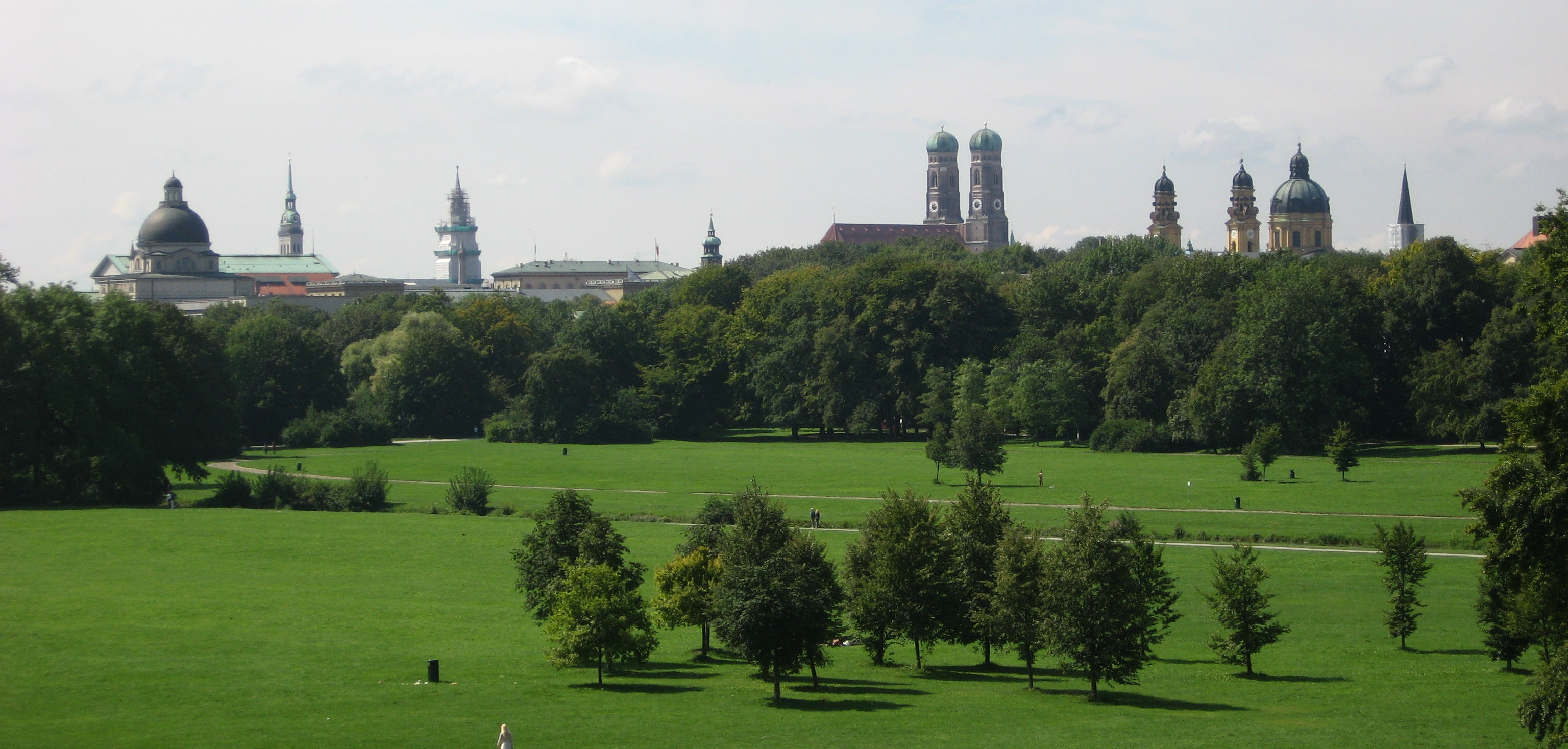
Вид із Моноптера.
Видно багато мюнхенських визначних місць: зліва направо: Баварська державна канцелярія, Альтер Петер, Нова ратуша, Резиденція, Фрауенкірхе, Театінеркірхе

## Розташування

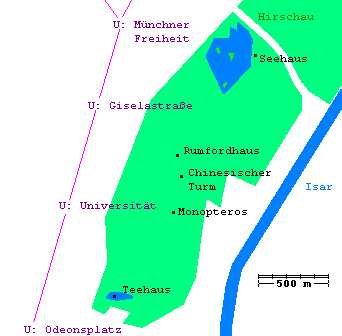
План південної частини парку

Англійський парк починається у самому центрі Мюнхена, біля баварської державної канцелярії і Будинку мистецтва і тягнеться смугою шириною до 1 кілометра на північ вздовж річки Ізар паралельно вулицям Людвігштрассе, Леопольдштрассе та Унгерерштрассе. Міський автобан Середнє кільце (нім. Mittlere Ring) розділяє парк на дві частини: південну та північну (Хіршау), з'єднані між собою пішохідним мостом. На півночі парк закінчується біля Студентського містечка (Studentenstadt). У той час, як у південній частині парку в спекотний літній день може знаходитися одночасно до 60 тис. осіб (а у випадку дуже гарної погоди до 120 000 (населення середнього німецького міста)), північна частина зберігає характер тихого та затишного міського лісу.

## Історія

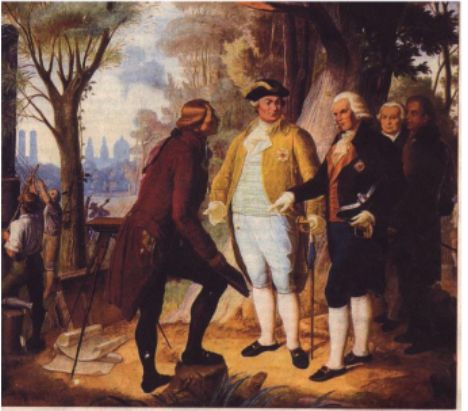
Фрідріх Людвіг Шкелль (ліворуч) представляє свої плани Англійського парку курфюрстові Карлу Теодору і графу фон Румфорду

Парк був створений у 1792 році садовим архітектором Фрідріхом Людвігом Шкелем (нім. Friedrich Ludwig Sckell) на завдання курфюрста Баварії Карла Теодора, який розпорядився, щоб при кожному гарнізонному місті були створені військові сади. Сади повинні були давати солдатам практику в сільськогосподарських роботах, а також використовуватися як місце для відпочинку. До того ж, цими садами дозволялося користуватися й іншим категоріям населення. Сад повинен був створюватися на місці сучасної Шонфельдвізе (нім. Schönfeldwiese), у південно-західній частині сучасного парку. У 1792 році парк, спочатку названий Парк Теодора, був відкритий для тоді 40 000 населення Мюнхена. Однак назва Парк Теодора не прижилася, і Англійський парк стали називати його описовою назвою, що збереглася до наших днів.
У 1799 році парк був значно розширений із приєднанням до нього Хіршау. У 1800 році до парку приєднали і ділянки, віддані раніше під військові сади. Творець парку — парковий архітектор фон Шкель — був призначений інтендантом парку в 1804 році і залишався на цій посаді до своєї смерті в 1823 році. На честь його внеску в створення і благоустрій Англійського парку фон Шкелю був встановлений пам'ятник посеред парку біля озера Клейнхессенлое (Kleinhesseloher See).
Уже при Фрідріху Людвігу Шкелю парк набув своєї сучасної форми. Єдиним серйозним доповненням відтоді було створення пагорба для Моноптера його племінником Карлом Августом Шкелем, який замінив його на посту директора парку. Будівництво пагорба і Моноптера велося з 1832 по 1837 роки, архітектором Моноптера виступив Леон фон Кленце.
У двадцятому столітті територія парку була розширена майже на третину, перш за все за рахунок додавання до нього 30 гектарів колишньої території локомотивного заводу Маффая і 67 гектарів колишнього лісу Хіршау (нім. Hirschau forst).
Під час Другої світової війни бомбардування пошкодили Моноптер і зруйнували Китайську вежу. 93 000 кубометра щебеню були звалені в Хіршау. Територія була розчищена тільки в 1953 році, коли на цьому місці були побудовані спортивні майданчики для шкіл.
У 1963 році трохи на північ від озера Кляйнхессенлое було побудовано дулянку міського кільцевого автобану під назвою Isarring, що розділив парк на дві частини: північну (Хіршау) і південну, які сьогодні з'єднані пішохідним мостом і декількома тунелями.
Кілька разів парк був пошкоджений природними катаклізмами – багато дерев було повалено ураганами в 1964, 1988 і 1990 роках. Голландська хвороба в'яза знищила всі в'язи в парку. Ці втрати були компенсовані акцією пожертвування дерев, організованою мюнхенською газетою «Abendzeitung», яка проводилася в 1989 і 1990 році у зв'язку з 200-річчям парку. Під час акції було посаджено понад 1500 дерев, 1000 з яких були в'язи, стійкі до голландської хвороби в'язів.

## Статистика

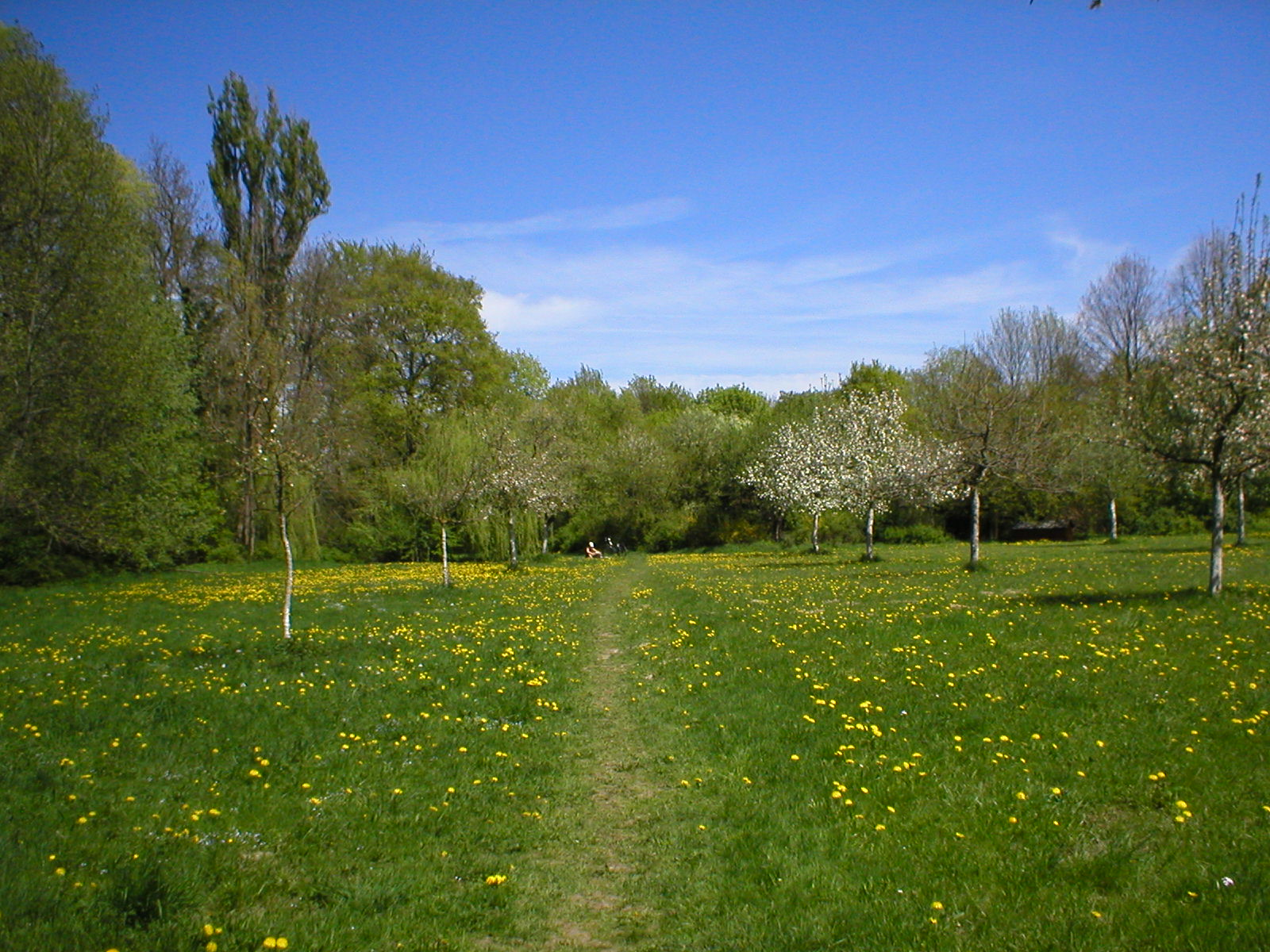
Одна з галявин у Хіршау навесні

За інформацією Баварського управління замками, парками і озерами:
- Площа: 4,17 км², з них:
  - Дерева і чагарники: 1,3 км²
  - Галявини: 1,86 км²
  - Водойми: 0,16 км²
- Протяжність з півдня на північ: 5,5 км
- Загальна довжина стежок у парку: 78 км
  - З них для коней: 12 км
- Довжина струмків: 8,5 км
- Мостів і кладок: більше 100
- Видів птахів, що гніздяться: більше 50
- Кількість працівників, які обслуговують парк: 60
- Річні витрати на утримання парку: 2,7 млн €
- Кількість відвідувачів на рік: 3,5 млн чоловік
- Маса прибираного за рік сміття: 70 т

## Водойми
При проектуванні парку садовим архітектором фон Шкелем була створена розгалужена мережа струмків, а також кілька озер. Усі водойми у парку є продовженням підземної системи струмків у Мюнхені, що живляться від Ізару.

### Айсбах

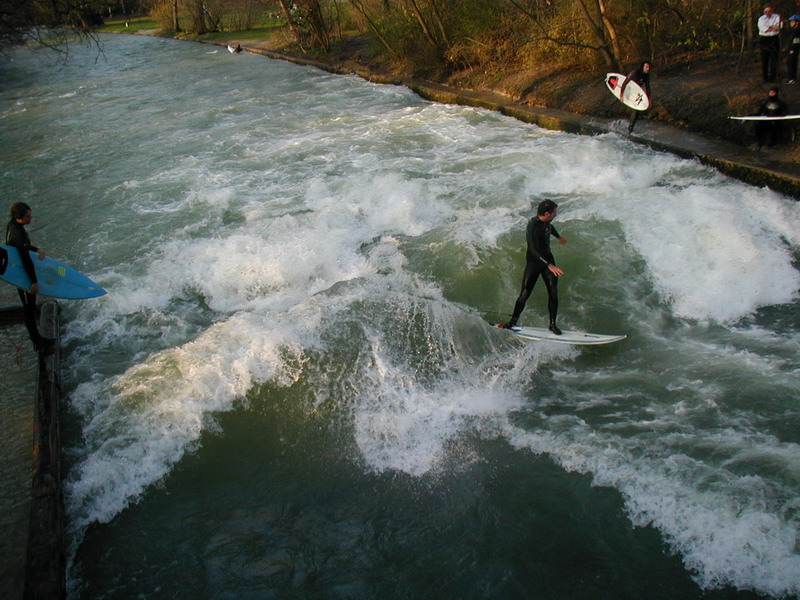
Стояча хвиля на Айсбасі

Айсбах (нім. Eisbach) — найповноводніший струмок в Англійському парку. Починається біля Будинку Мистецтва, де утворює знамениту стоячу хвилю, що залучає любителів серфінгу з усього світу. Джерелом є підземна мережа струмків Мюнхена, що живиться від Ізару. Айсбах впадає в Ізар у північній частині парку (Хіршау). Від нього відгалужується Оберстегермейстербах, що живить озеро Клейнхессенлое.
Серфінг на Айсбаху, що довгі роки толерувався міською владою, але по суті був нелегальним, був офіційно дозволений з 18 червня 2010 року. Цього вдалося досягти завдяки передачі ділянки Айсбаха, де знаходиться стояча хвиля, і землі навколо неї з юрисдикції землі Баварії в юрисдикцію Мюнхена. Відповідальність за можливі нещасні випадки несуть самі спортсмени, серфінг дозволений на свій страх і ризик. У день, коли серфінг був офіційно дозволений, серед глядачів був присутній і бургомістр Мюнхена Крістіан Уде.

### Швабінгер-бах

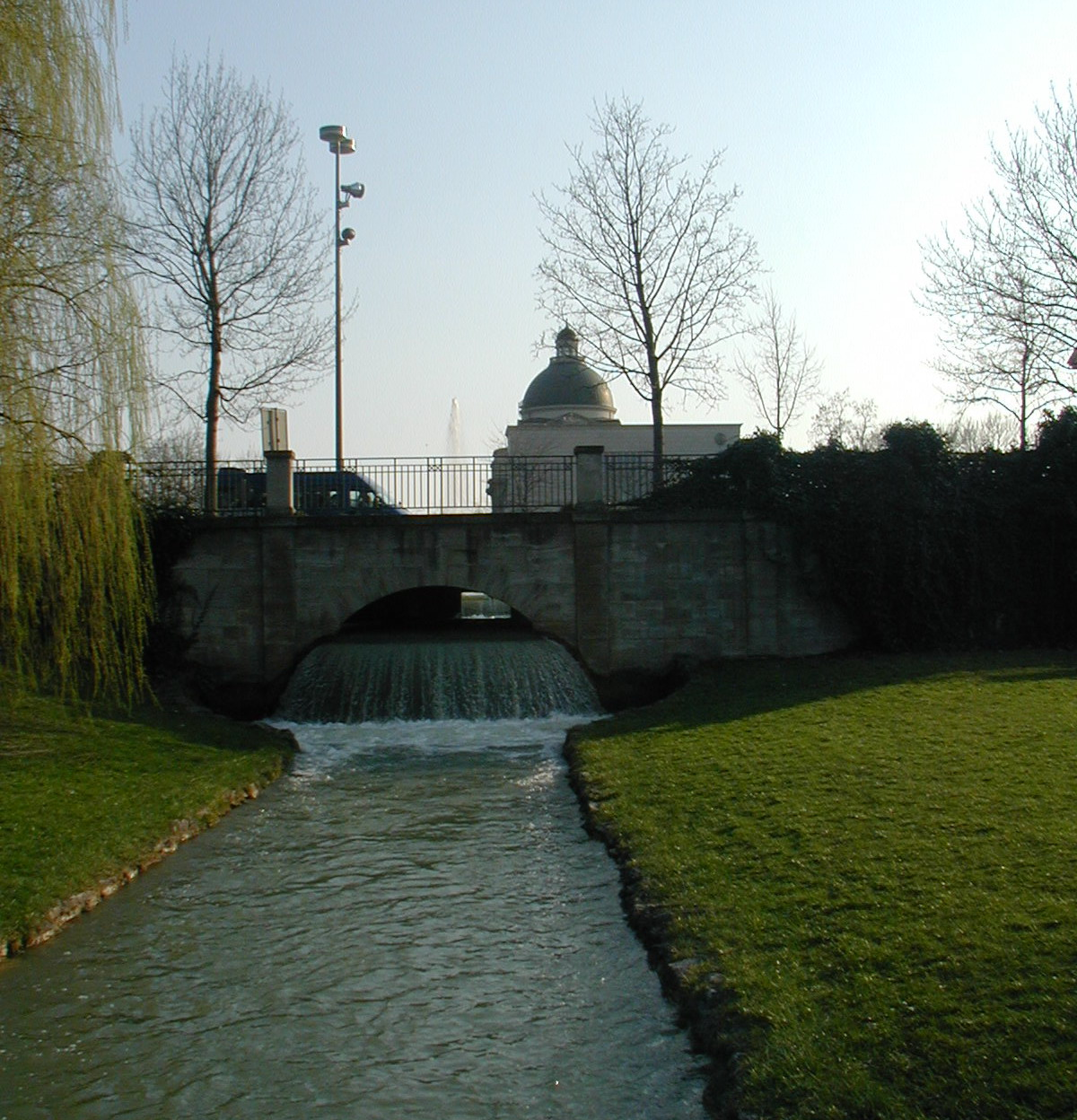
Швабінгербах на вході в Англійський парк

Швабінгер-бах (нім. Schwabinger Bach) — струмок, що починається в його найпівденнішій частині, біля Будинку Мистецтва, де він перетинається з Айсбахом. Початок струмка в Англійському парку утворює водоспад заввишки 1 метр і шириною 15 метрів, побудований в 1814—1815 роках. Живлення здійснюється водою з Ізару. Біля північного краю парку від нього відгалужується Мюльбах. У районі Гархинга впадає в Ізар. Назва струмка походить від назви одного з районів Мюнхена — Швабінг (нім. Schwabing). На берегах струмка розташовані мальовничі галявини, на деяких із яких дозволено засмагати нудистам. Станом на жовтень 2010 року, таких полян дві: Шонфельдервізе в південній частині парку і Швабінгська бухта в північній частині парку.

### Оберстегермайстербах
Оберстегермайстербах (нім. Oberstjägermeisterbach) — струмок, що відгалужується в районі колишньої будівлі Радіо Свобода від Айсбаха. Оберстегермейстербах протікає паралельно Швабінгербаху по центральній осі парку. Струмок живить озеро Клейнхессенлое. У Хіршау струмок утворює кілька мальовничих ставків, після чого впадає в Швабінгербах у північній частині парку. Середнє скидання води в струмку становить 1 м³/c. Ширина струмка варіюється від 4 до 7 метрів, що впливає і на глибину, і на швидкість течії. Шляхом течії струмка влаштовано сім порогів, на деяких із яких глибина струмка досягає 80 сантиметрів, а течія сильно сповільнюється. На першому такому порозі від струмка відгалужується короткий струмок Зеєбах, що живить Кляйнхессенлое. Оберстегермайстербах, що має в цьому місці завширшки 6 метрів, дуже сильно уповільнює свою течію на цьому порозі. У районі Кам'яної лави від струмка відгалужується короткий струмок Ентенбах, огинаючий на заході Кам'яну лаву. По берегах струмка в усьому його плині ростуть різноманітні листяні дерева.

### Озеро Клейнхессенлое

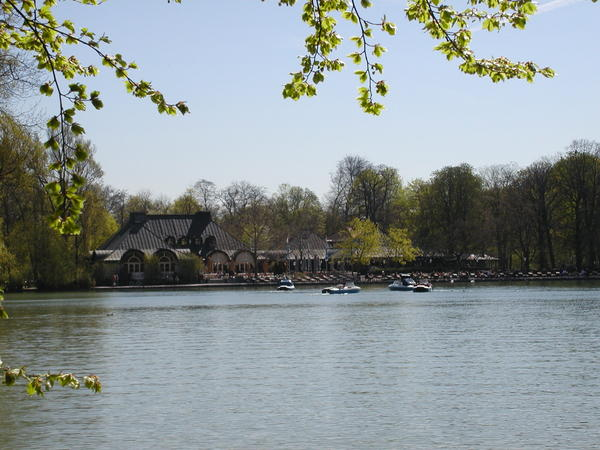
Озеро Клейнхессенлое і пивний сад Зеєхаус

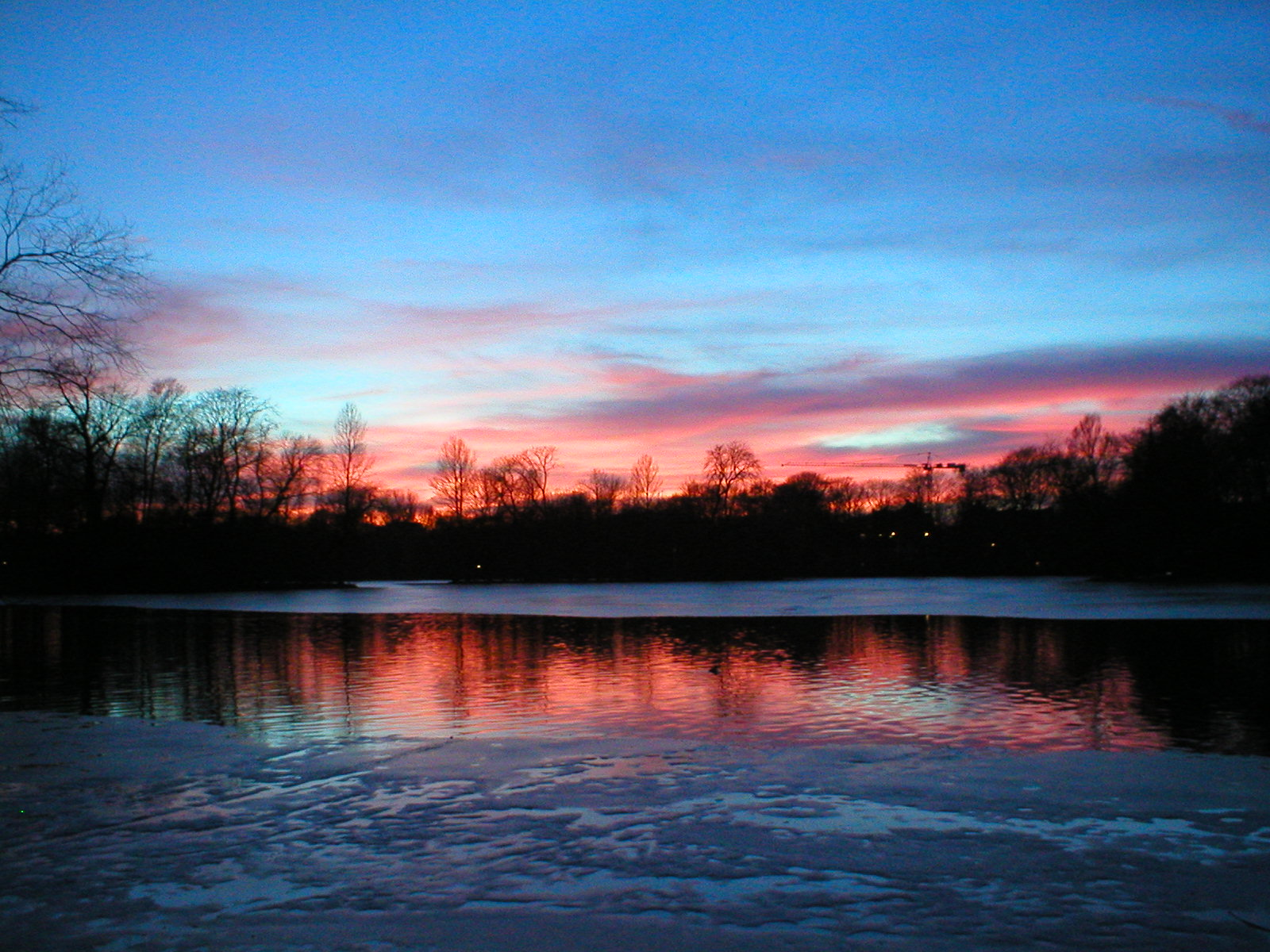
Озеро Клейнхессенлое взимку

Озеро Клейнхессенлое (нім. Kleinhesseloher See) — озеро в Англійському парку, розташоване на кордоні північної і південної частини парку. Озеро було створено в 1800 році між на той момент колишнім селом, а нині районом Мюнхена Швабінгом і на той момент північною межею парку з воротами в Хіршау. Між 1807 і 1812 роками площа озера була збільшена в півтора рази до нинішніх розмірів. Його нинішня площа становить 86 410 м². Живлення здійснюється від струмка Оберстегермайстербах. Озеро дуже багате поживними речовинами і рибою (коропами, карасями, щуками), яку раз на рік виловлюють рибалки, які мають відповідний дозвіл.
На території озера є три острови:
- Königininsel (2720 м²);
- Kurfürsteninsel (1260 м²);
- Regenteninsel (640 м²).

На березі озера розташований пивний сад Зеєхаус. Після створення озера на його березі була побудована імпровізована будка для продажу пива робочим парку. Поступово вона розширювалася і стала продавати також молоко і холодні страви, ставши популярним місцем для відпочинку серед гуляючих у парку.

## Визначні місця

### Південна частина

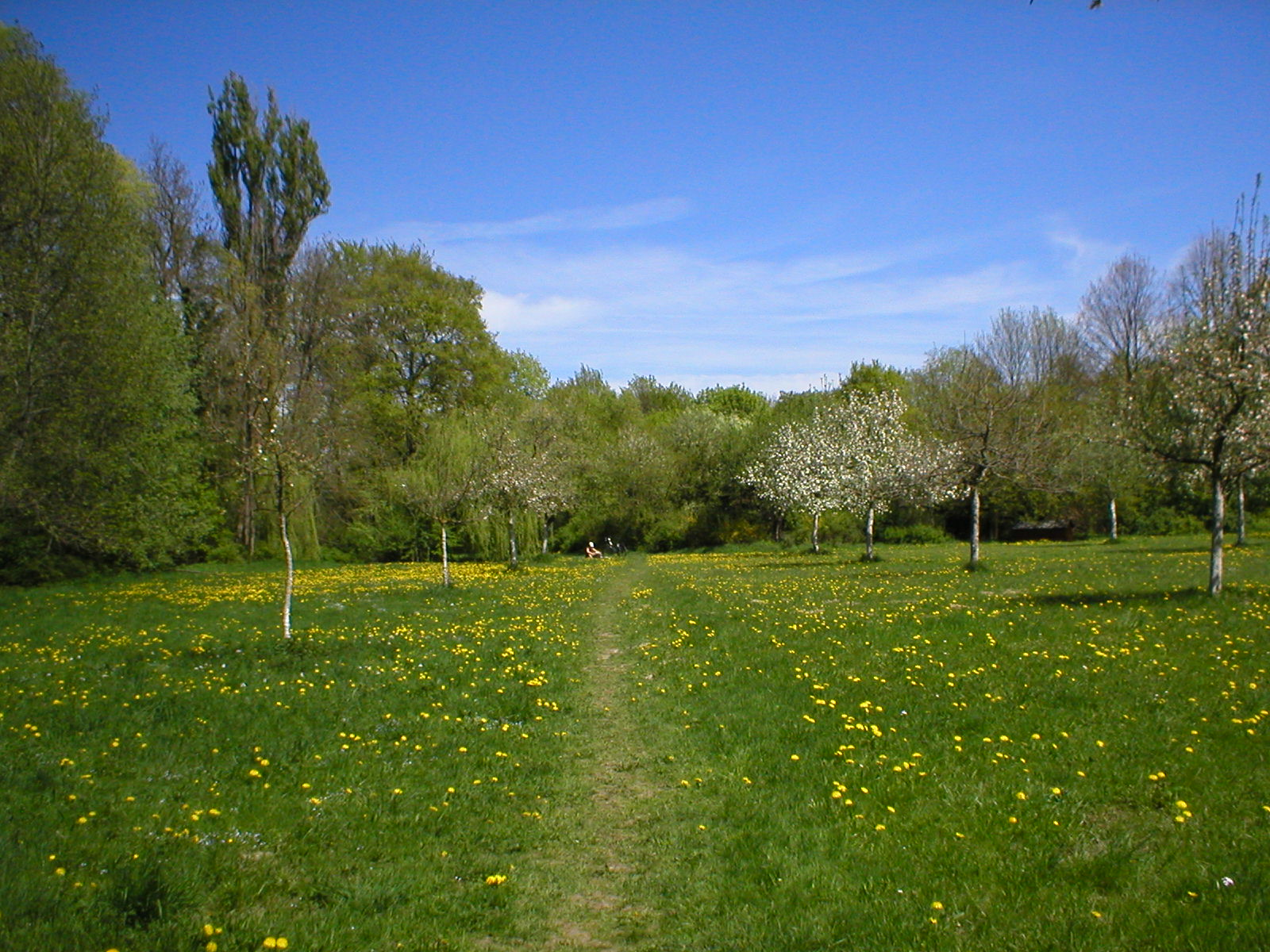
Одна з галявин у Хіршау навесні

У південній частині парку, створеної в кінці XVIII століття, розташована більшість історичних пам'яток парку.

#### Китайська вежа

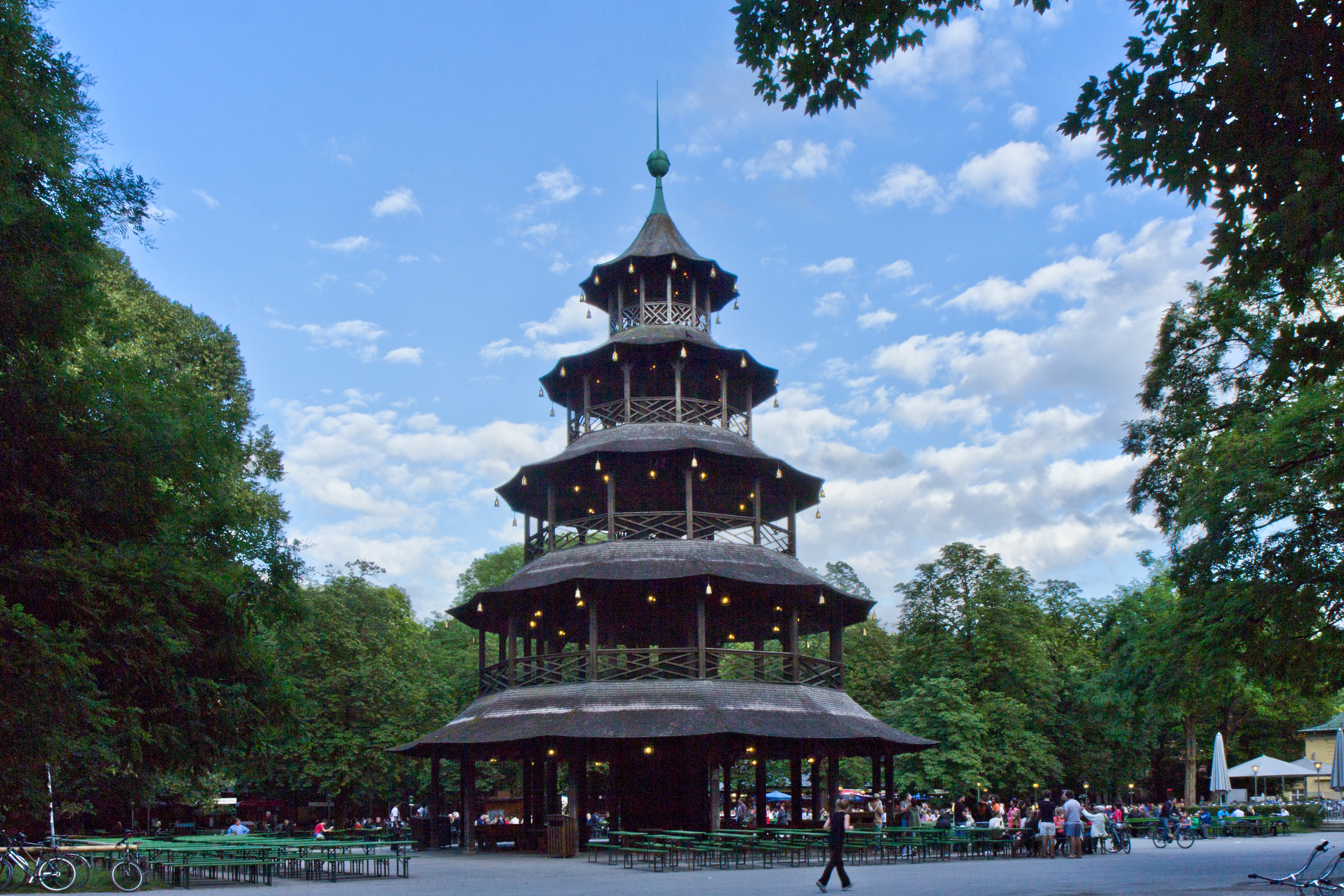
Китайська вежа

Китайська вежа (нім. Chinesischer Turm) — 25-метрова споруда-фоллі, побудована в 1789—1790 роках за кресленнями Йозефа Фрея архітектором Йоханом Баптистом Лехнером. Як зразок була використана в два рази вища Велика Пагода в Лондонському Королівському парку, для якої, у свою чергу, послужила прикладом порцелянова пагода в саду китайського імператора. У липні 1944 року Китайська вежа згоріла в результаті бомбардувань. У 1952 році вона була відновлена максимально наближено до оригіналу. Біля Китайської вежі розташований другий за розміром пивний сад у Мюнхені. У ньому можуть розміститися 7000 осіб. Пиво, яке там продається, поставляється пивоварнею Hofbräu.

#### Моноптер

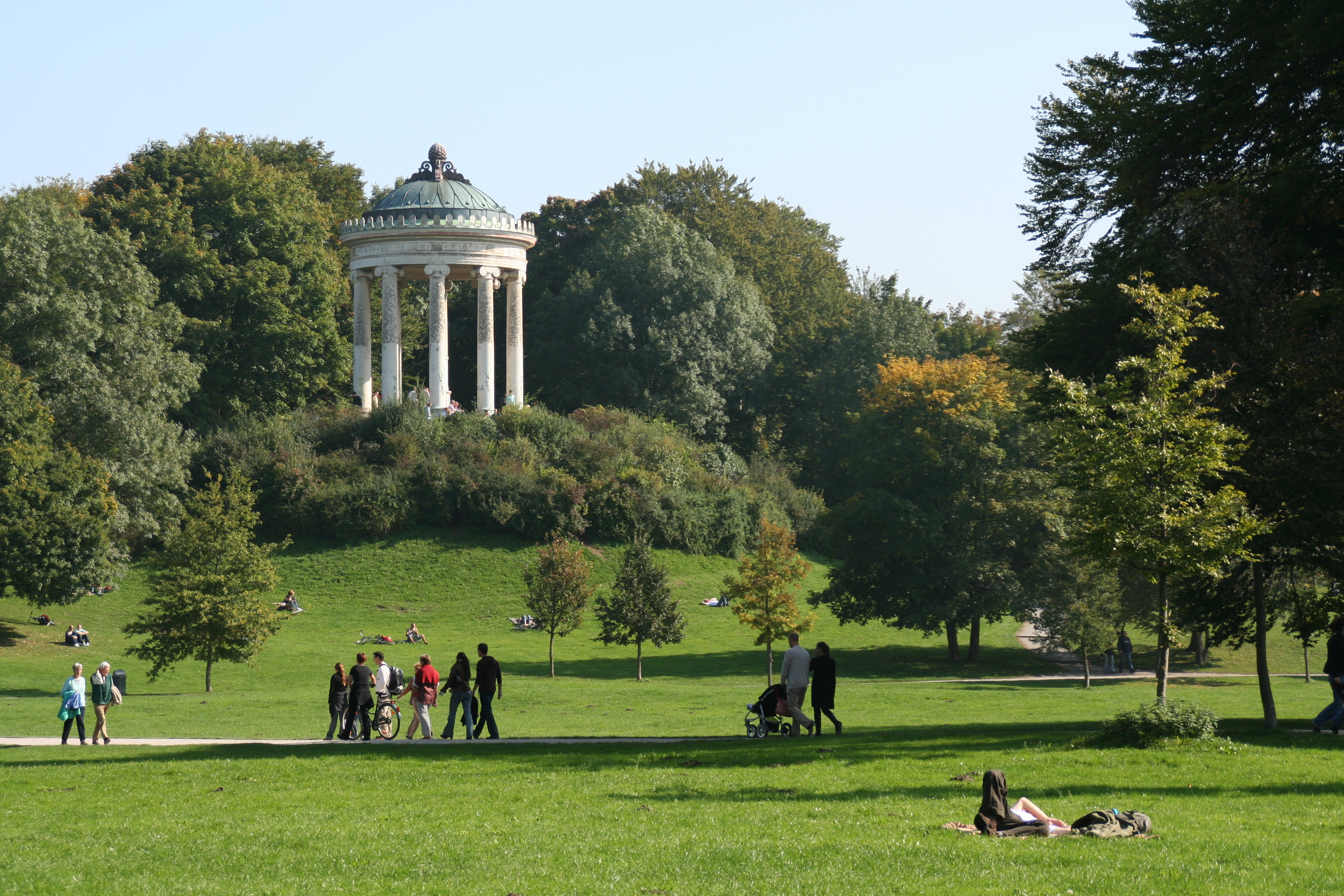
Моноптер в Англійському парку

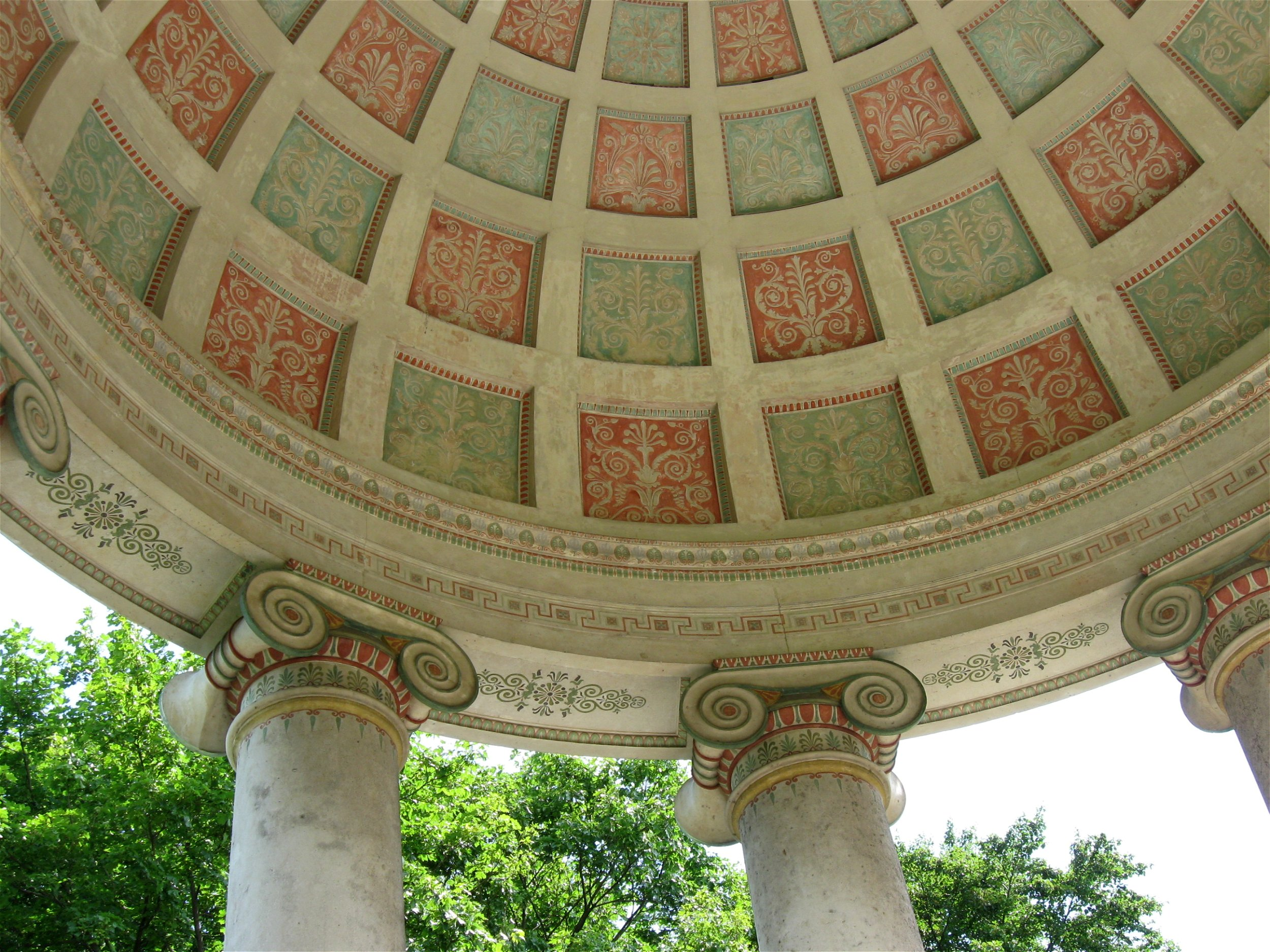
Вид купола знизу. Видно поліхромний розпис каменю

Моноптер — ротонда в грецькому стилі, розташована трохи південніше Китайської Вежі. Свою назву павільйон Моноптер отримав за практично точне відтворення архітектурної форми грецького моноптера.
Коли, розташований неподалік від місця, де нині знаходиться моноптер, Храм Аполлона був зруйнований часом, у фон Шкеля виникла ідея будівництва нового храму. Згодом на основі цієї ідеї була запланована споруда нового храму Аполлона (пізніше від цієї назви відмовилися). Цей невеликий, висотою в 16 метрів храм у грецькому стилі неподалік від Китайської вежі був побудований в 1836 році архітектором Лео фон Кленце. Його основою є пагорб висотою 15 метрів, насипаний в 1832 році за завданням племінника засновника парку, Карла Августа Шкеля, тодішнього директора парку. Для створення пагорба використовувалось будівельне сміття, що залишилося після будівництва Мюнхенської резиденції. Будівництво пагорба і храму було закінчено в 1836 році. Куполоподібний дах храму підтримується 10 іонічними колонами. Особливістю Моноптера є поліхромний розпис каменю, яким у той момент цікавився Лео фон Кленце. Він використовував Моноптер як об'єкт для випробувань цього методу.

#### Японський чайний будиночок

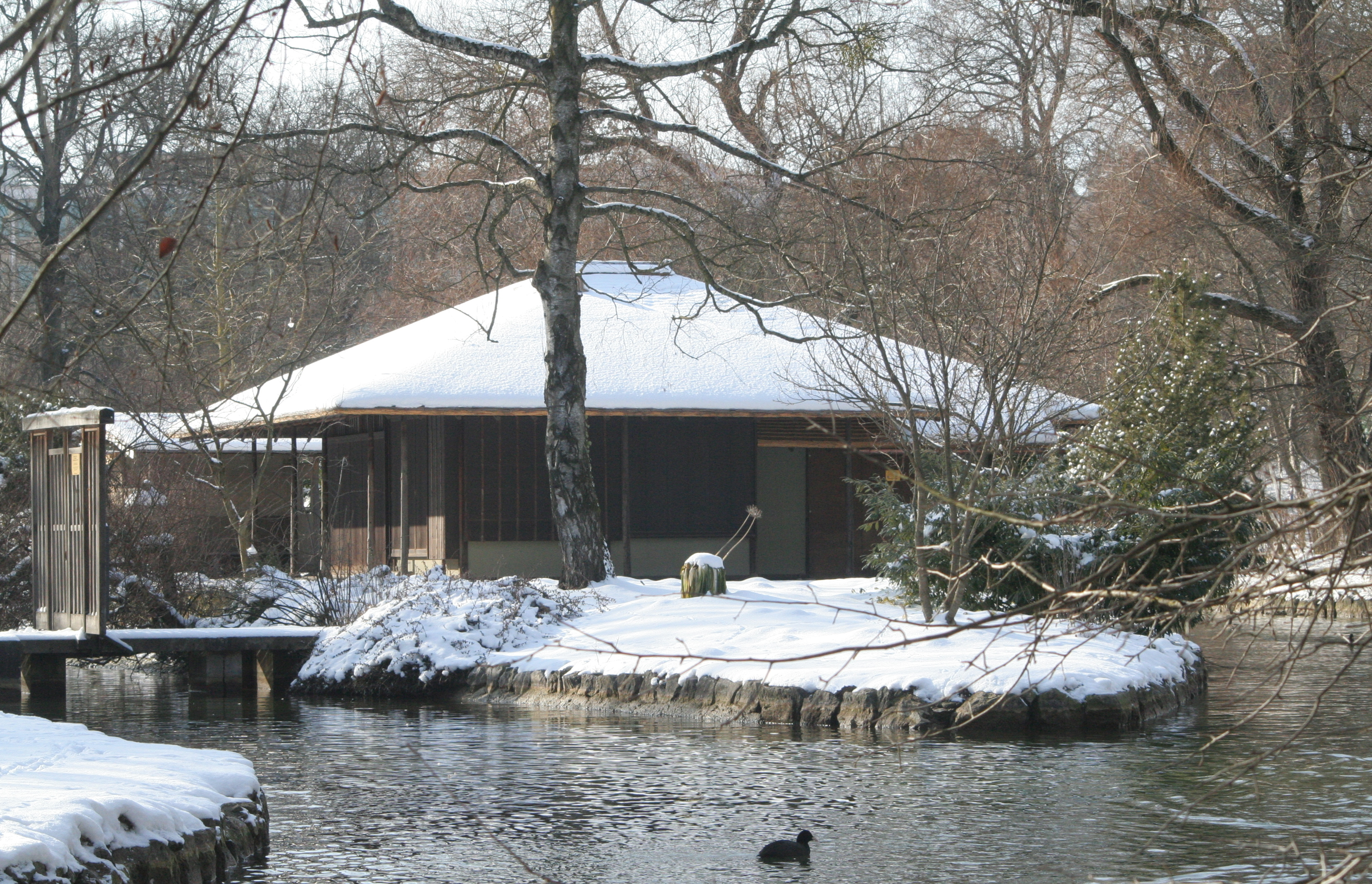
Японський чайний будиночок взимку

Японський чайний будиночок (нім. Japanisches Teehaus) був збудований до Олімпійських ігор 1972 року у честь партнерства з японським містом Саппоро. Японський чайний будиночок і японський сад побудовані на острові, створеному в 1969 році посеред розширеного в цьому місці до невеликого озера Швабінгербаха. Чайний будиночок був подарунком, зробленим для Баварії Сошітсу Сеном, головою чайної школи Урасенке з Кіото. Дизайнерами будиночка стали Сошітсу Сен і Мітсуо Номура. В японському чайному будиночку проходять регулярні японські чайні церемонії.

#### Пам'ятник Фрідріху Людвігу Шкелю

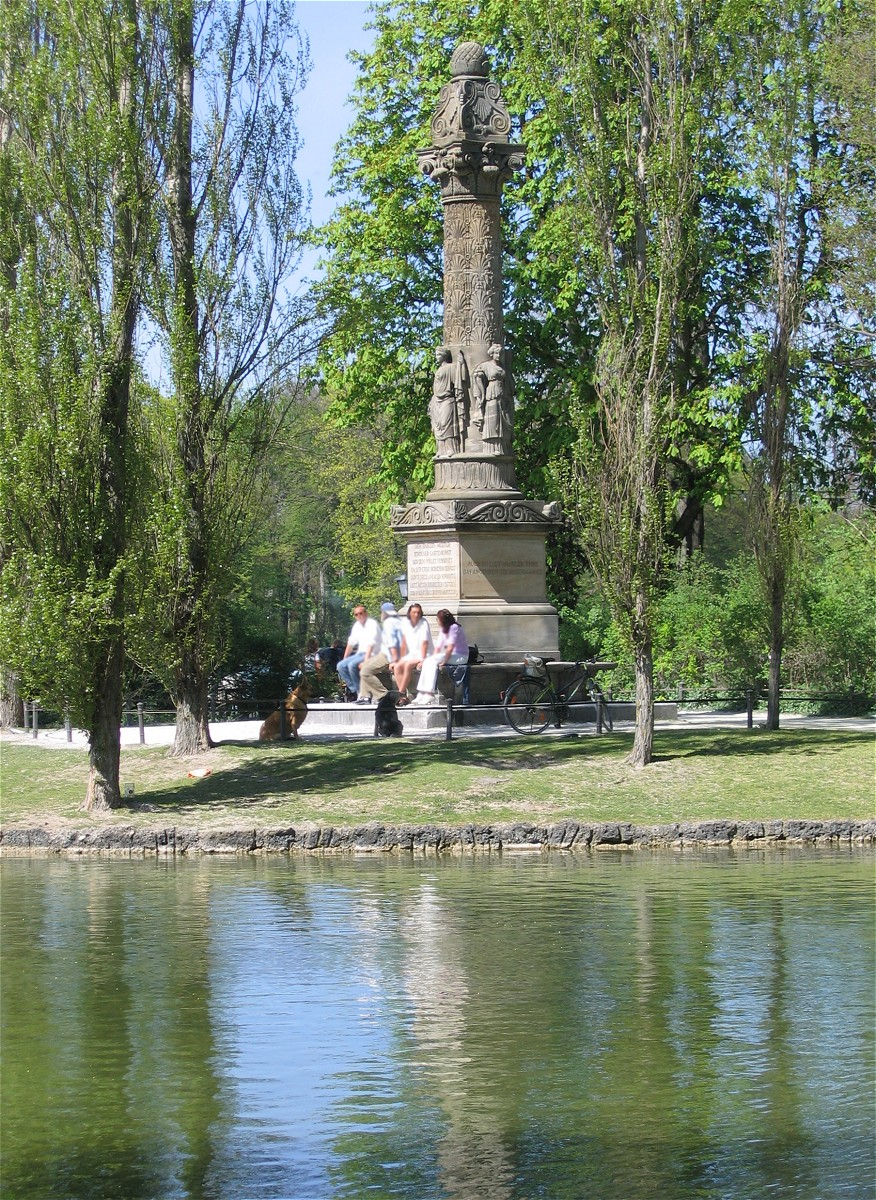
Пам'ятник Фрідріху Людвігу Шкелю

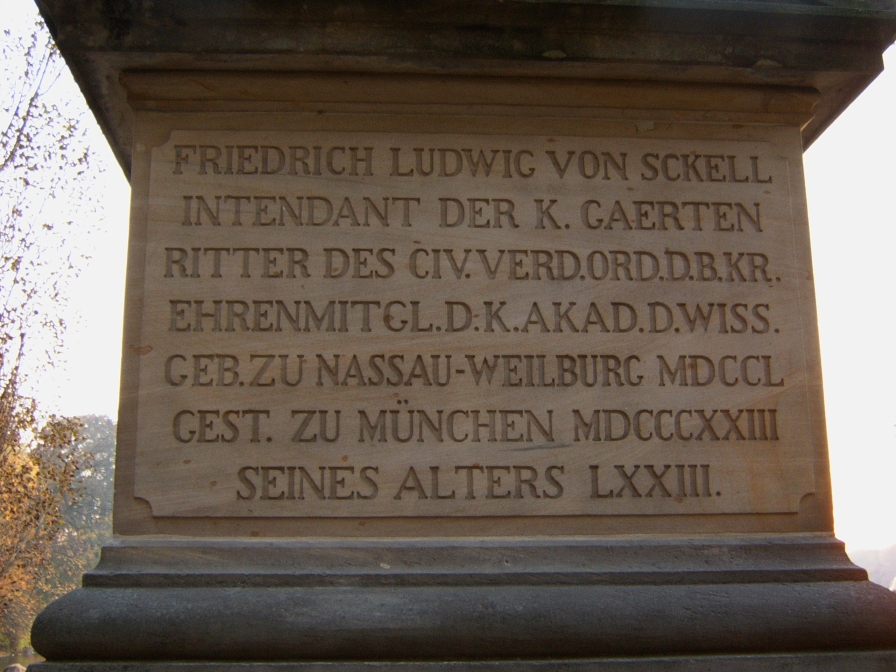
Напис на пам'ятнику Фрідріху Людвігу Шкелю

Пам'ятник Фрідріху Людвігу Шкелю, засновнику парку, розташований на березі озера Кляйнхессенлое. Пам'ятник був збудований в 1824 році за вказівкою короля Макса I Йозефа за ескізом Лео фон Кленце скульптором Ернстом фон Банделем із пісковика. З чотирьох сторін колони розташовані жіночі фігури, що символізують чотири пори року. На основі монумента розташовані такі написи: нім. «Dem sinnigen Meister schöner Gartenkunst der sein volles Verdienst um der Erde reinsten Genuss durch diese Anlagen krönte ließ diesen Gedenkstein setzen, sein König Max Joseph 1824» (укр. «Чуттєвому майстру прекрасного садового мистецтва, вищим втіленням заслуг якого є цей парк, ставлю я цей пам'ятник, його король Макс Йозеф 1824»). Внизу нім. «Erneuert im Jahre 1939» (укр. Відреставровано в 1939 році). На північно-східній стороні: нім. «Friedrich Ludwig von Sckell Intendant der K. Gaerten Ritter des Civ. Verd. Ord. D.B.KR. Ehremnitgl. D. Kk. Akad. D. Wiss. Geb. zu Nasau-Weilburg 1750 gest. zu München 1823 seidnes Alters 73». На північно-західній стороні: нім. «Staub vergeht der Geist besteht» (укр. «Пил проходить, дух залишається.»).

#### Румфордхаус

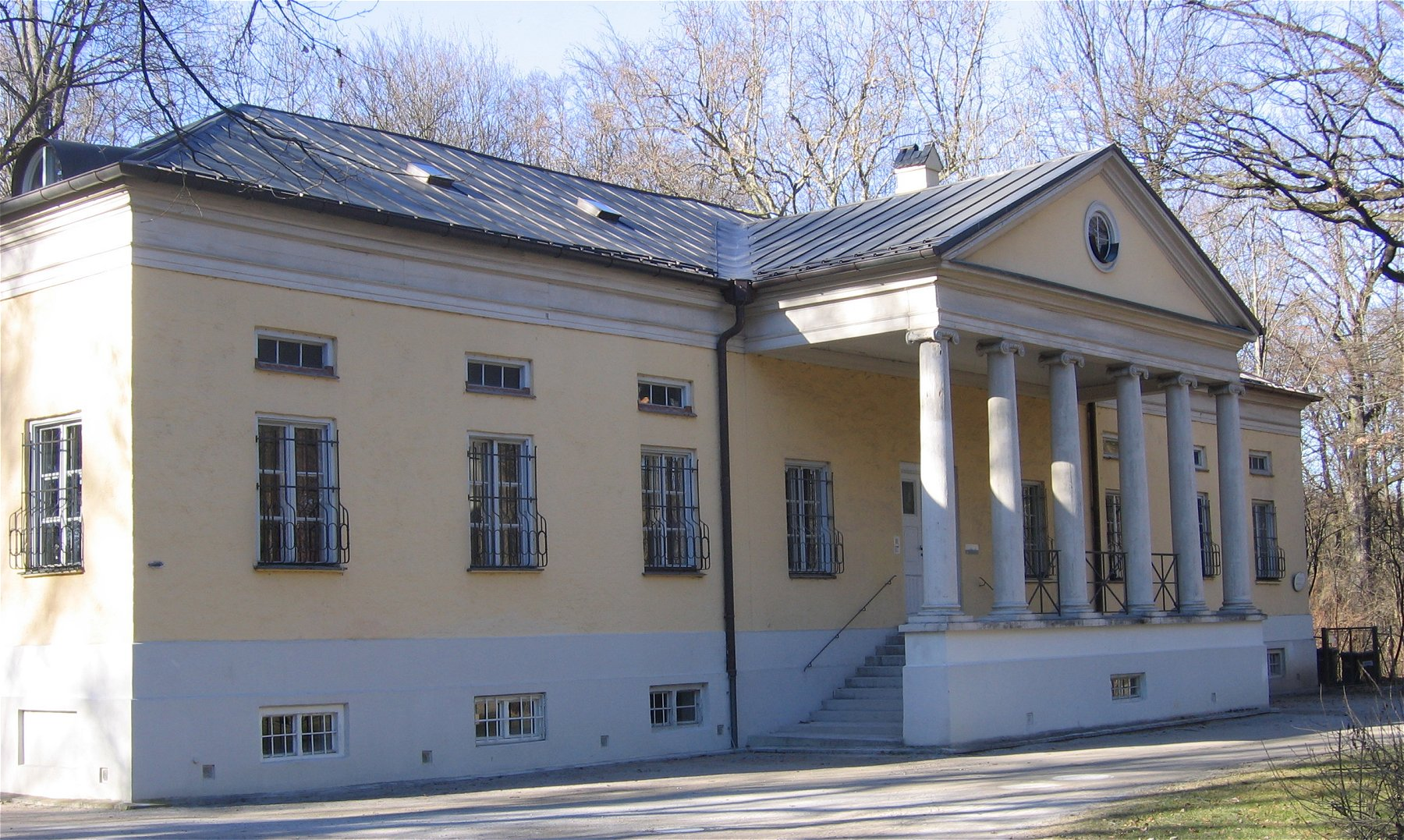
Румфордхаус

Румфордхаус (нім. Rumfordhaus) — будівля в палладінському стилі, побудована в 1791 році неподалік від Китайської вежі. Під час будівництва була відома як «großer Saal» (велика зала) або «Militairsaal» (військова зала); але пізніше було перейменовано на честь засновника парку Бенджаміна Томсона, графа Румфорда. Спочатку в будівлі знаходилося офіцерське казино. Будівля має 30 м завдовжки і 10 м завширшки, спереду і ззаду є портик із шістьма іонічними колонами. Зала будівлі прикрашена безліччю дзеркал, які дали їй назву «Spiegelsaal» (дзеркальна зала), має місце для 150 осіб. Зараз там знаходиться дитячий садочок і групи для дітей молодшого шкільного віку.

#### Кам'яна лава

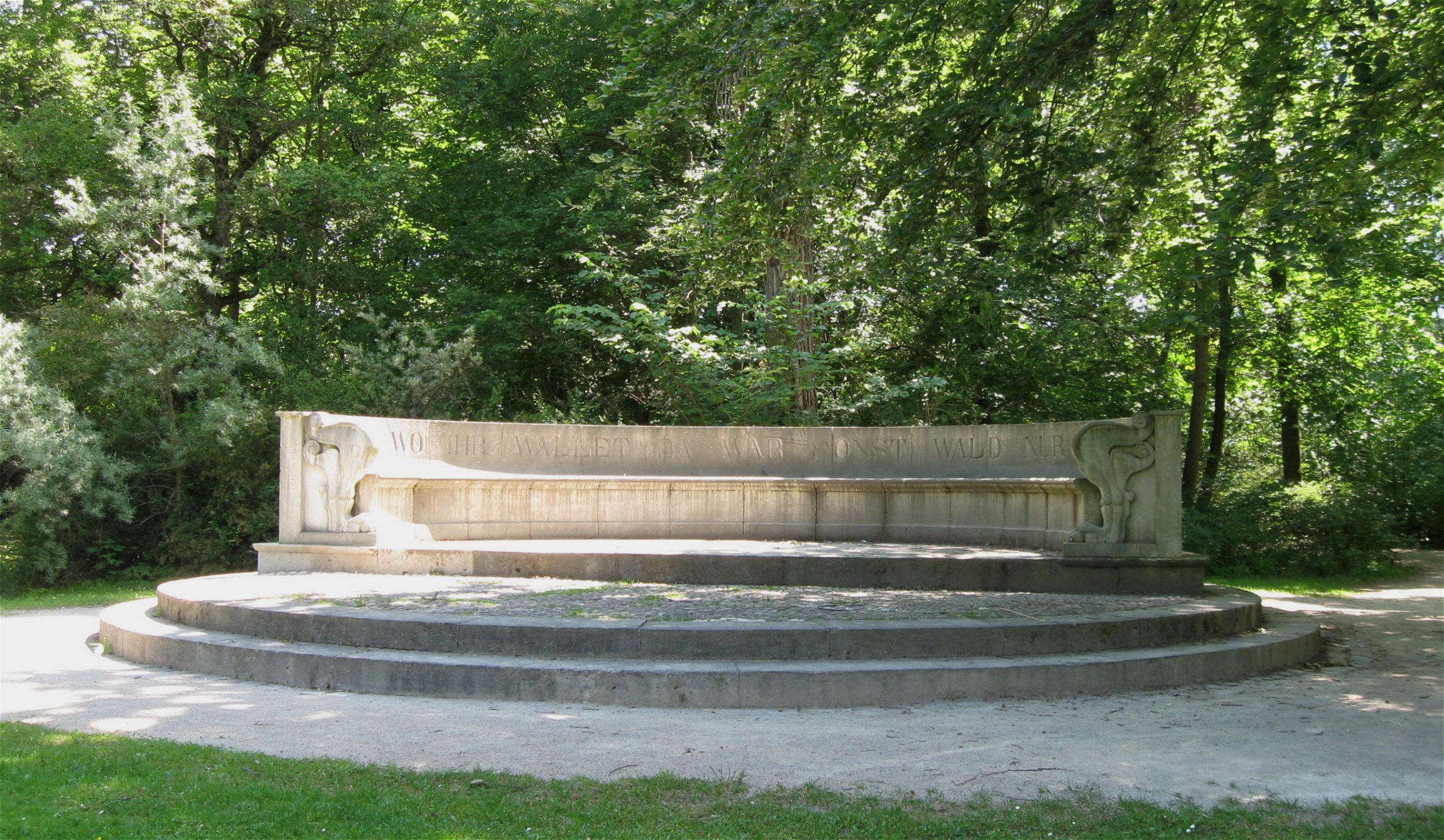
Кам'яна лава, створена Лео фон Кленце

До будівлі Моноптера трохи південніше Китайської вежі на березі Айсбаха стояв невеликий круглий храм. Створений Йоханом Бабтистом Лехнером і побудований в 1789 році, він став відомим як храм Аполлона після того, як в 1791 році в ньому була встановлена статуя Аполлона роботи Йозефа Непопука Мукселя. Фундамент храму був виконаний із туфу, сам же храм був зроблений із дерева і на початку ХІХ століття був зруйнований гниттям. На його місці в 1838 році Леон фон Кленце побудував кам'яне узвишшя, кам'яну лавку (нім. Steinerne Bank), додавши напис: нім. «Hier wo Ihr wallet, da war sonst Wald nur und Sumpf» (укр. «Тут, де ви ходите, були раніше лише ліс та болота»). Круглий фундамент храму послужив фундаментом для лавки.

### Північна частина

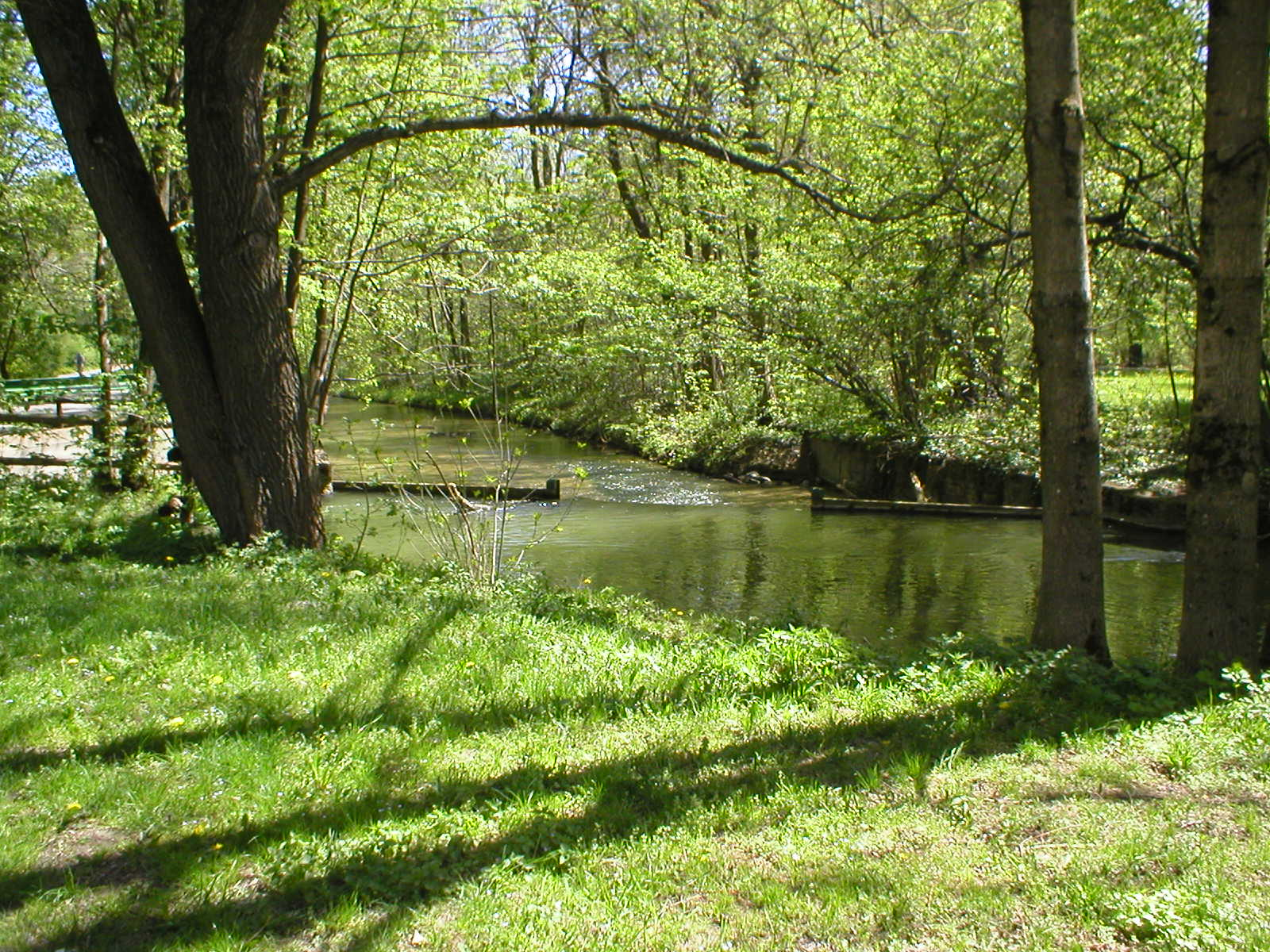
Швабінгер бах у Хіршау, північній частині парку

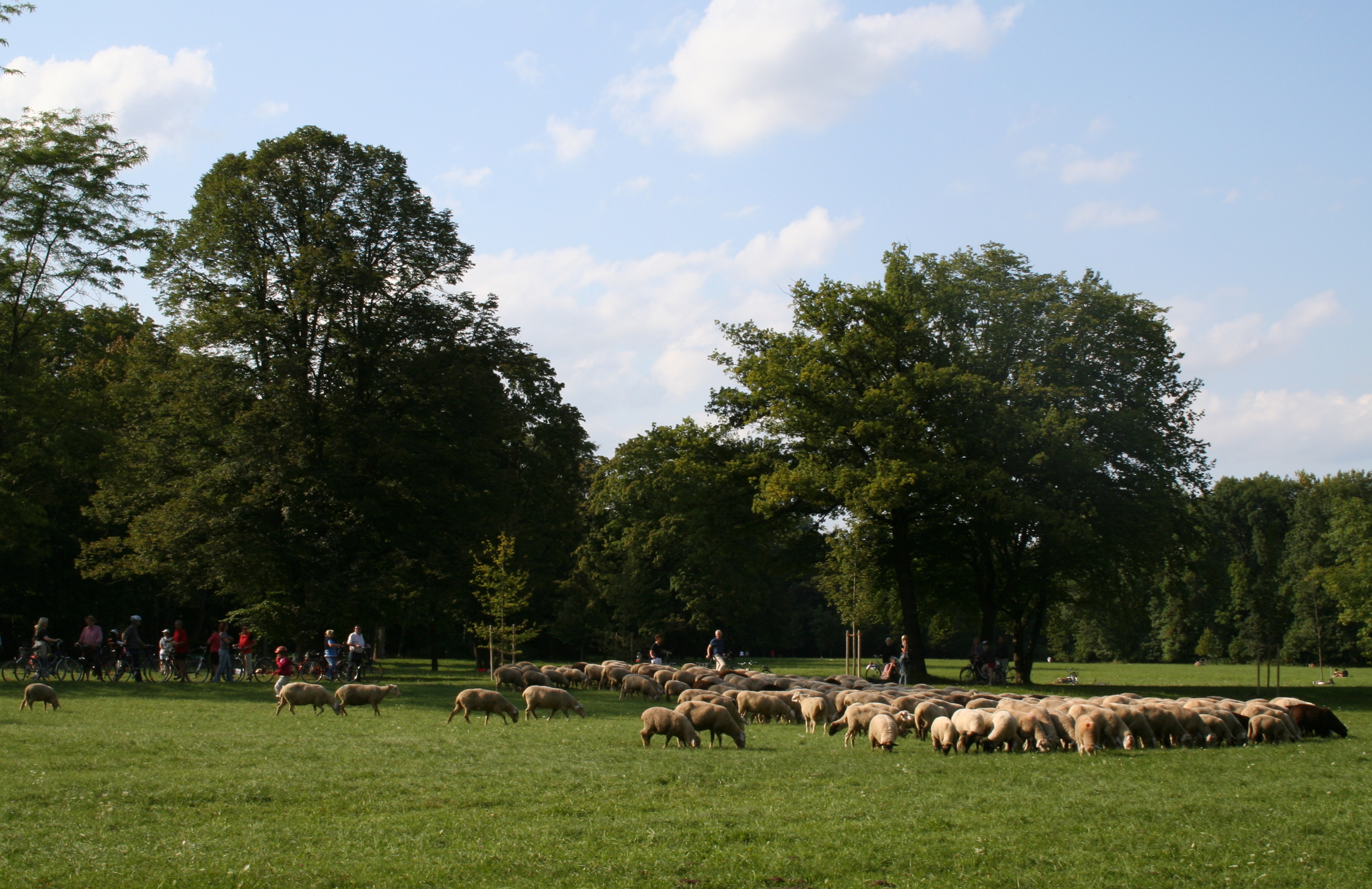
Вівці, що пасуться влітку в Хіршау

Північна частина парку (також відома як Хіршау (нім. Hirschau), що в перекладі означає «Оленяча долина») навіть у найспекотніший день зберігає характер тихого і спокійного міського лісу. Безліч пішохідних і велосипедних доріжок заоохочують до піших і велосипедних прогулянок. На берегах Ізару в районі Хіршау можна знайти місця для гриля. Хіршау має набагато меншу популярність серед туристів, ніж південна частина парку — у першу чергу, через значну віддаленість від традиційних туристичних маршрутів. У північній частині парку Оберстегермайстербах утворює кілька ставків, які є місцем проживання багатьох видів водоплавних птахів. На деяких галявинах Хіршау влітку випасають овець.

#### Міст Сант-Еммерам

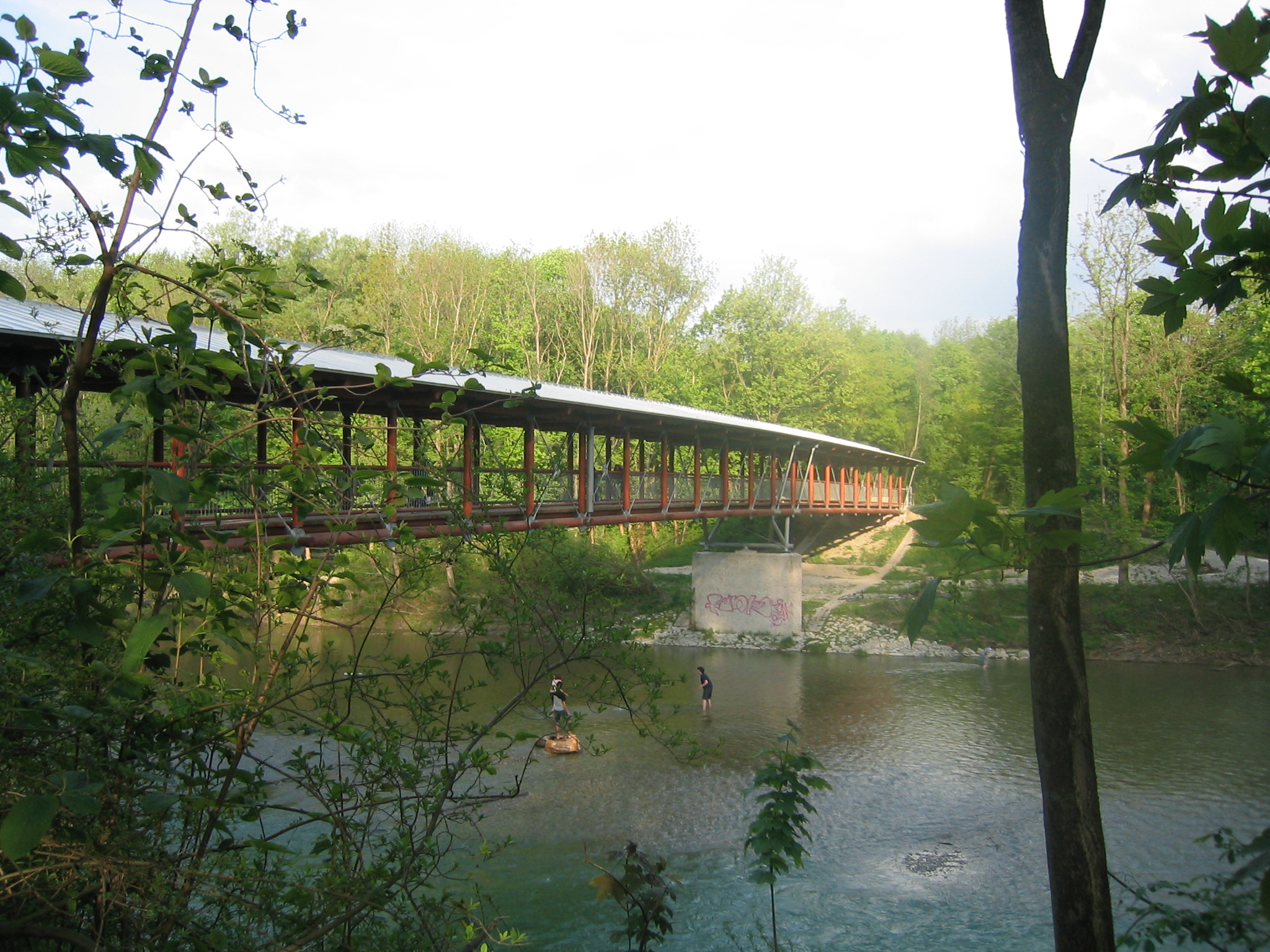
Міст Сант-Еммерам

Міст Сант-Еммерам (нім. St. Emmeram Brücke) з'єднує північну частину Англійського парку і район Мюнхена Сант-Еммерам, що знаходиться на правому березі Ізару. Міст призначений виключно для пішоходів і велосипедистів. Він виконаний із дерева і накритий металевим навісом. Довжина мосту складає 96 метрів. На місці моста Сант-Еммерам існував міст ще до заснування Мюнхена. Однак у середні віки він був зруйнований. У 1978 році був створений дерев'яний міст, який згорів 3 вересня 2002 року в результаті підпалу.
Міст був відновлений і відкритий 22 грудня 2004 року.

#### Амфітеатр

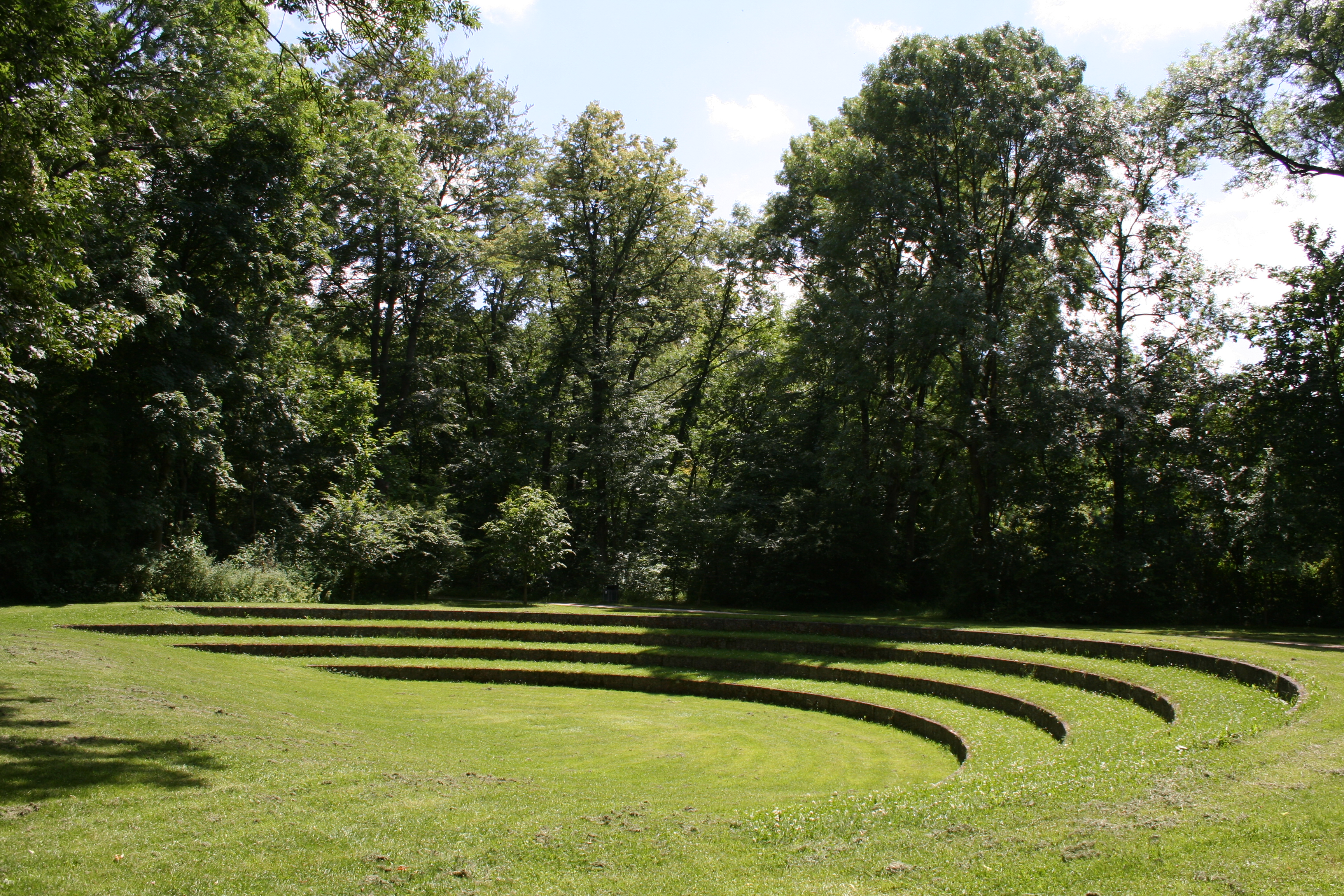
Амфітеатр в Англійському парку

Перший Амфітеатр в Англійському парку був збудований у 1793 році й існував до 1807 року. Він був розташований трохи на північ від Румфордхауса і використовувався в основному для демонстрації феєрверків. Новий амфітеатр був збудований в 1984—1985 роках на іншому місці, у Хіршау, приблизно посередині шляху від пивного саду Хіршау до пивному саду Аумайстер, неподалік від Оберстегермайстербаха, на рівні Північного кладовища і станції метро Альте Хайде. Влітку там проводяться спектаклі на відкритому повітрі для всіх бажаючих. Як правило, вхід на вистави безкоштовний.

#### Електростанція Тіволі

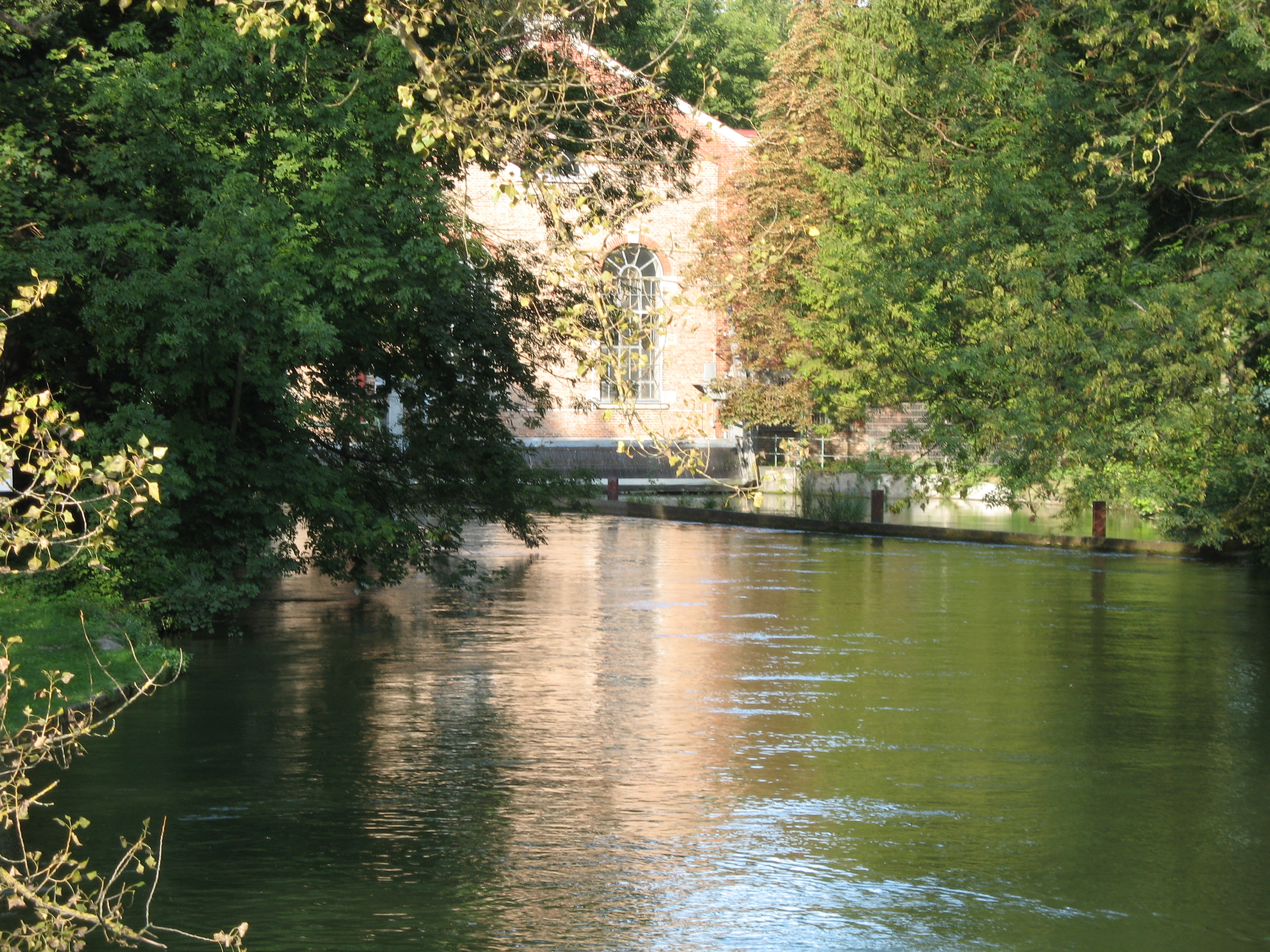
Електростанція Тіволі

Електростанція Тіволі (нім. Tivoli-Kraftwerk) — історична гідроелектростанція на Айсбасі недалеко від його впадання в Ізар. Побудована в 1897 році й розширена в 1901 році. Використовувалася для харчування машинобудівного заводу Маффео. Починаючи з 1948 року, зупинена електростанція стала використовуватися для виставок та інших заходів. У 1985 році електростанція була оголошена пам'яткою архітектури. Одночасно з цим електростанція була модернізована, дві з трьох турбін були замінені на сучасні. Стара турбіна, що залишилася, все ще може бути запущена в роботу для демонстраційних цілей. Модернізовані турбіни були запущені в хід і виробляють близько 800 кВт·год електроенергії, що дозволяє забезпечувати близько 1700 мюнхенських сімей електрикою.

## Інфраструктура

### Транспорт

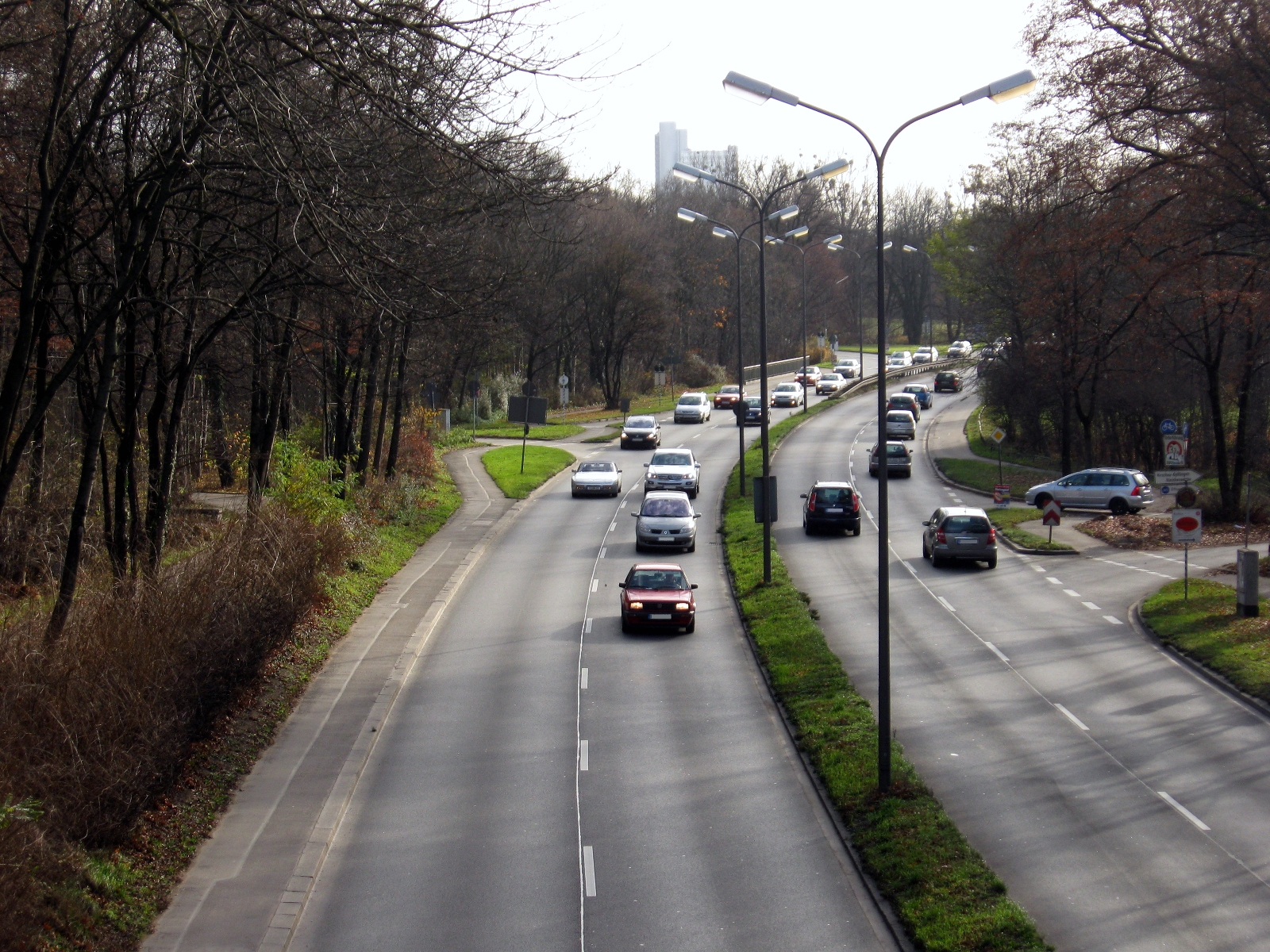
Середнє міське кільце у Англійського парку, вид із пішохідного моста

Паралельно південній частині парку проходять лінії U3 і U6 мюнхенського метро, паралельно північній — лінія U6. До парку можна пройти від будь-якої станції між Odeonsplatz і Studentenstadt. Крім метро, до південної частини парку можна дійти від Марієнплац за 10 хвилин пішки або доїхати на 17-му трамваї або автобусі лінії 100 до зупинки Haus der Kunst. До Китайської вежі можна доїхати автобусами 54 і 154 до зупинки «Chinesicher Turm».
Крізь Англійський парк проходять дві автомобільні дороги: міське середнє кільце, виконане на кшталт автобану, яке розтинає парк на північну і південну половину і по якому можна швидко дістатися на автомобілі до парковок пивних садів Хіршау і Зеєхаус, та Тіволіштрассе, по якій дозволено лише рух таксі й автобусів і яка проходить крізь парк від станції метро Гізелаштрассе до Китайської вежі.
Планується будівництво трамвайної лінії, що йде через територію парку, по маршруту сучасних автобусних ліній 54 і 154. Оскільки будівництво трамвайної контактної мережі було заборонено, щоб не псувати зовнішній вигляд парку, для мюнхенського трамвайного парку був замовлений один трамвайний склад, який здатний подолати 1 кілометр за допомогою акумуляторів. Якщо тестові поїздки цього трамвая пройдуть успішно, буде проводитися планування трамвайної колії по території парку.

### Пивні сади

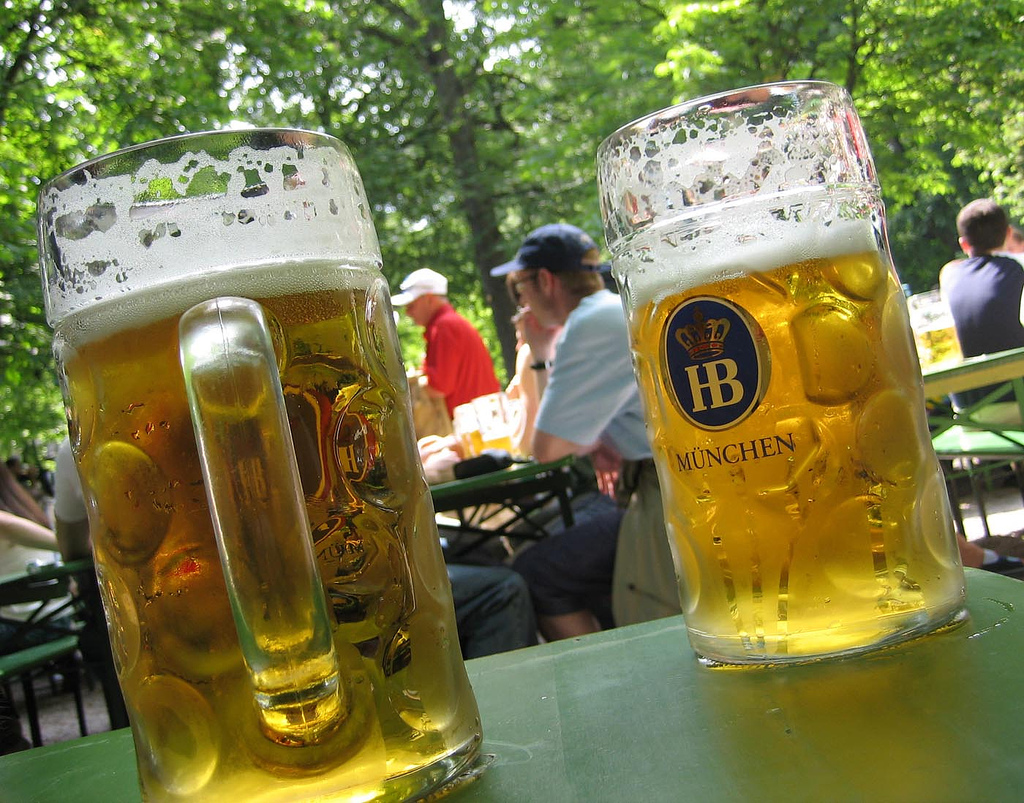
Пиво в пивному саду біля Китайської вежі

В Англійському саду знаходяться чотири великих пивних сади, а також кілька кіосків, де також можна купити пиво, бублики, морозиво. У кожному пивному саду є широкий вибір страв баварської кухні і одна з марок мюнхенського пива. У всіх пивних садах пропонується своя марка пива.

#### Пивний сад біля Китайської вежі

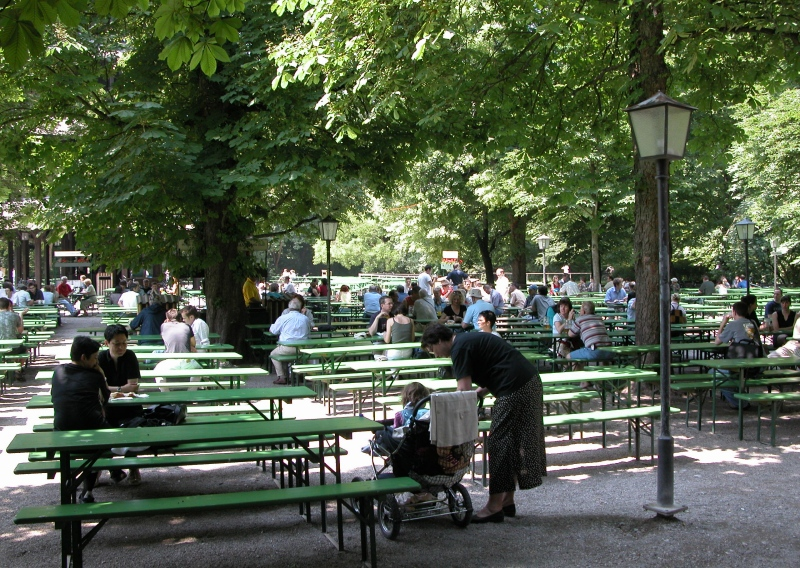
Пивний сад біля Китайської вежі

Пивний сад біля Китайської вежі — другий за розміром у Мюнхені. Місткість його становить близько 7000 відвідувачів. Тут подають пиво Hofbräu. Ресторан біля Китайської вежі був заснований ще в 1789 році під назвою Chinesische Wirtschaft (укр. Китайський ресторан) і з тих пір не припиняв свою роботу. Первісна дерев'яна будівля в 1912 році була замінена сучасною кам'яною, що зберегла оригінальний зовнішній вигляд. Для відвідувачів грає духовий оркестр, для дітей доступна дерев'яна ностальгічна карусель і дитячий майданчик.

#### Зеєхаус

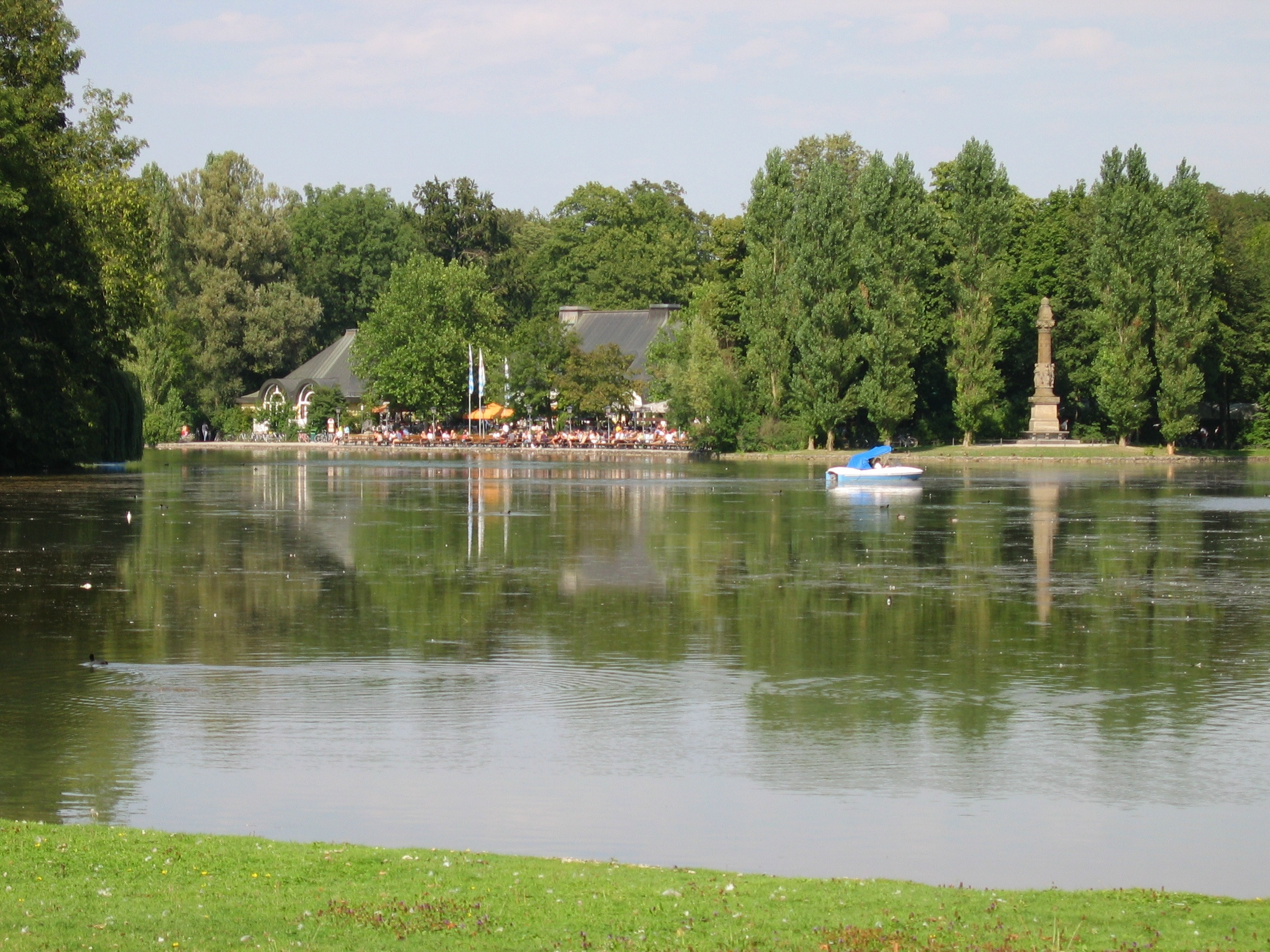
Вид на Зеєхаус і пам'ятник фон Шкелю

Зеєхаус (нім. Seehaus), у перекладі «Будинок біля озера», пивний сад і ресторан на березі озера Клейнхессенлое. У ньому можуть знайти місце 2 500 відвідувачів. Подається пиво — Paulaner. Вважається одним із найкращих і розкішних пивних садів Мюнхена, куди приходять для того, щоб побачити і бути побаченим. Безпосередньо біля Зеєхауса знаходиться човнова станція, де можна взяти напрокат човни і водні велосипеди. Для дітей доступний дитячий майданчик. Виник незабаром після створення озера Кляйнхессенлое, спочатку як імпровізоване місце з продажу пива для працівників парку, після став пропонувати більш широкий вибір напоїв та їжі, ставши популярним місцем відпочинку в парку. У 1882—1883 роках Габріелем фон Зайделя був збудований прокат човнів, де також продавалися їжа і напої. Ця споруда була замінена новою, побудованою Рудольфом Хстнером в 1935 році; нова будівля була з терасою, з якої відкривався вид на озеро, і була дуже популярною до знесення в 1970 році. Конкурс дизайну для нової будівлі виграв Олександр фон Бранча, з дизайном у вигляді японського села, однак цей проект був визнаний занадто дорогим і не був реалізований. Протягом 15 років сервіс у пивному саду забезпечувався з тимчасових споруд, після чого в 1985 році був побудований сучасний будинок Зеєхауса, за проектом Ернста Хюрмана і Людвіга Відемана.

#### Хіршау

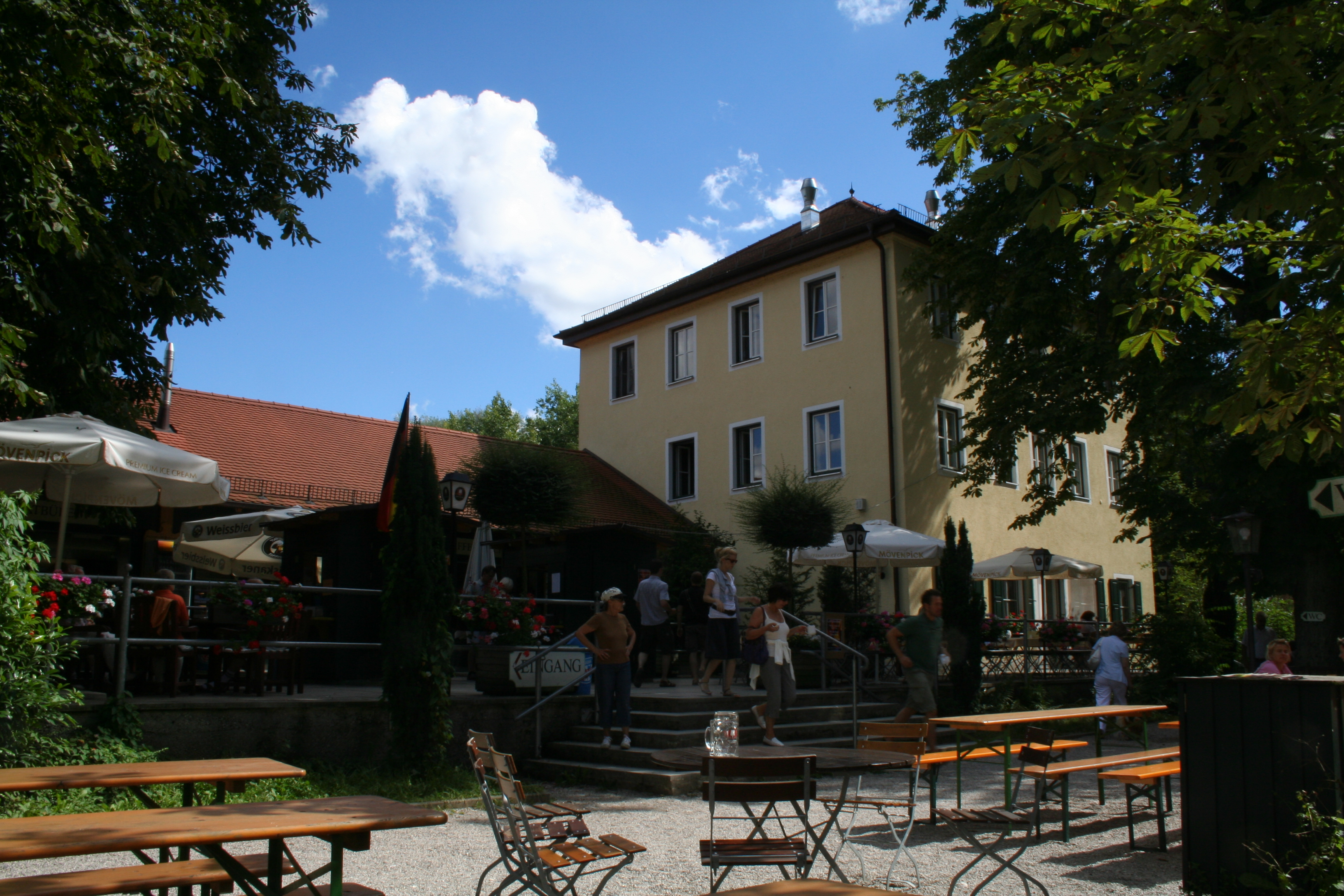
Пивний сад Хіршау

Пивний сад Хіршау (нім. Hirschau), знаходиться неподалік від Зеєхауса (досить просто перейти через місток над автобаном), у південній частині Хіршау, від якого він і отримав свою назву. У пивному саду достатньо місць для більш ніж 1700 відвідувачів. У той час як у Зеєхаусе або біля китайської вежі значна частина відвідувачів є туристами, в Хіршау, що знаходиться трохи в стороні від туристичних маршрутів, велика частина відвідувачів — мешканці Мюнхена. Пивний сад і ресторан були відреставровані в 2001 році і з 2002 року знову доступні для відвідувачів. У Хіршау подають пиво Spaten.

#### Аумайстер

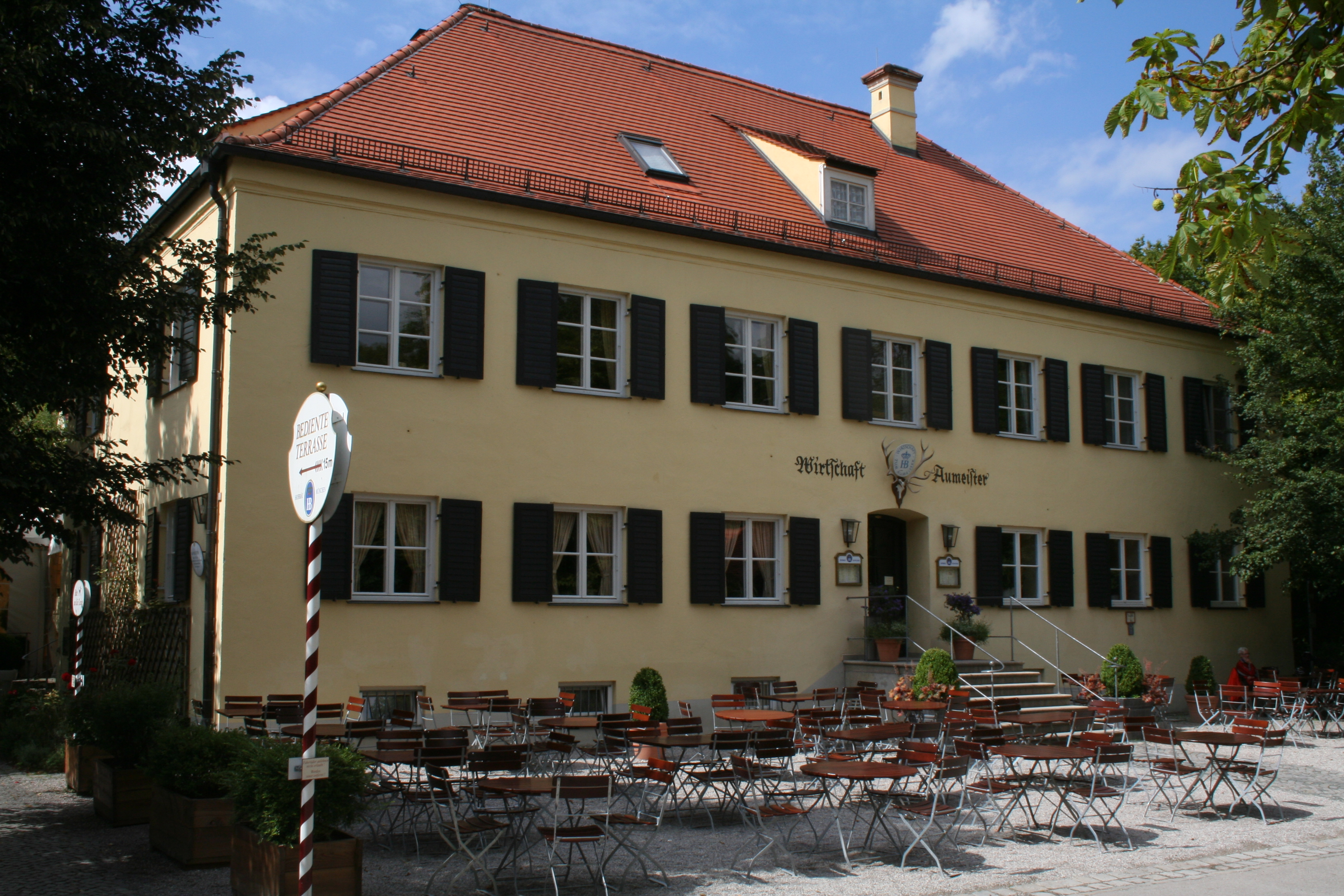
Будівля Аумейстер, що збереглася з 1810 року

Пивний сад Аумайстер (нім. Aumeister), знаходиться на самій півночі Хіршау, неподалік від Студентського містечка. Пивний сад, в якому досить місця на 2000 відвідувачів, був заснований в 1810 році як мисливський будиночок, тоді ж було відбудовано основну будівлю, що збереглася донині. При пивному саду є великий дитячий майданчик, що робить його особливо привабливим для відвідувачів із дітьми. Як і Хіршау, Аумайстер відвідується здебільшого жителями Мюнхена, так як знаходиться досить далеко від туристичних центрів. У Аумайстере подають пиво Hofbräu.

### Чистота в парку

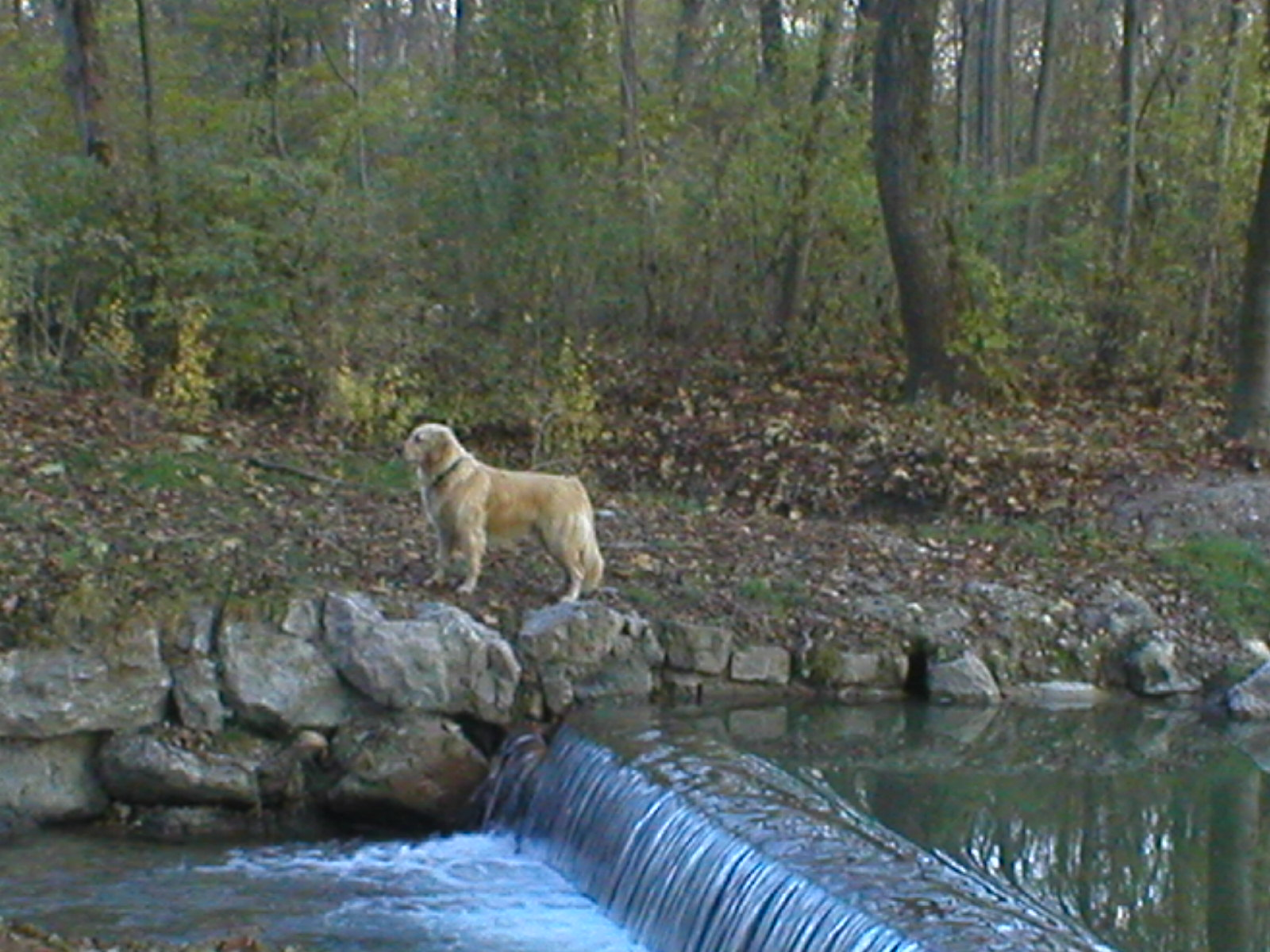
Собака на березі струмка в Англійському парку (в Хіршау)

Незважаючи на величезну кількість відвідувачів, у парку досить чисто і доглянуто. Досягається це, зокрема, тим, що відвідувачам надається можливість самим зробити внесок у чистоту парку.
На кожному вході в парк всі бажаючі собаківники можуть знайти безкоштовні пакетики для відходів життєдіяльності своїх вихованців. Вищезазначені відходи просто складаються власниками собаки в пакетик і викидаються в урну.
Таким чином, на галявини Англійського парку потрапляє порівняно небагато екскрементів.

## Натуризм в Англійському парку

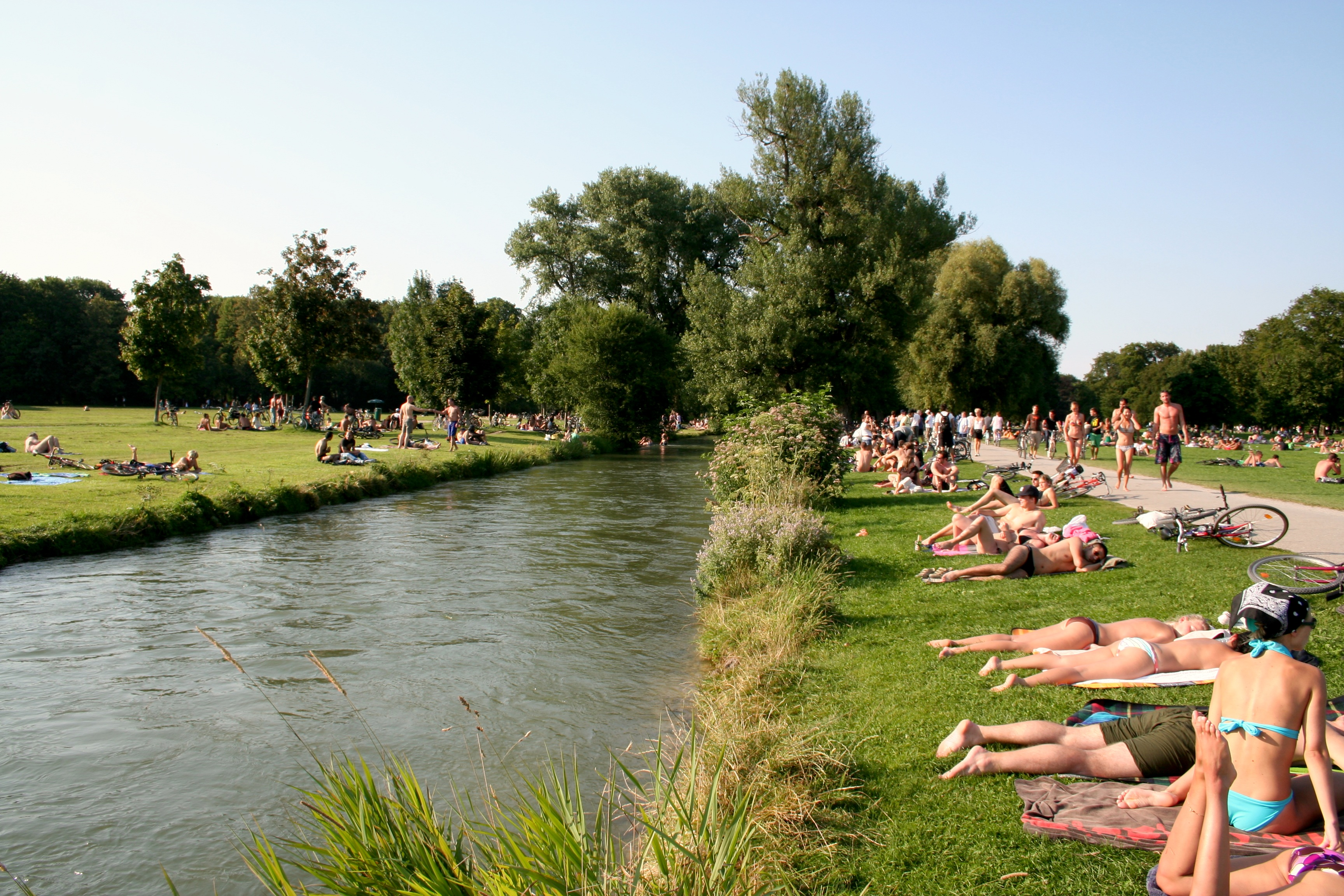
Влітку на березі Швабінгербаха

У 1980-х Англійський парк прославився на весь світ нудистами, що засмагають на берегах Швабінгербаха прямо в центрі Мюнхена, проте перші натуристи в Англійському парку з'явилися ще в кінці 70-х років XX століття. Завдяки публікаціям у «Нью-Йорк таймс» на цю тему в 1980-ті роки в Мюнхен потяглося безліч туристів лише для того, щоб побачити на власні очі оголених засмагаючих людей у центрі баварської метрополії. Офіційно натуристи можуть засмагати в Англійському парку на Шонфельдвізе (нім. Schönfeldwiese), що знаходиться в південній частині парку, між Швабінгербахом і західним кордоном парку, а також у так званій Швабінгской бухті (нім. Schwabinger Bucht), у північній частині парку, у районі Студентського містечка, де Швабінгербах робить характерний вигин, утворюючи галявину, за формою нагадує морську бухту. Незважаючи на відсутність формального дозволу, нудистів також можна зустріти на інших галявинах парку і на берегах Ізару, що, як правило, толерується міською владою.